# Franziskus (Papst)

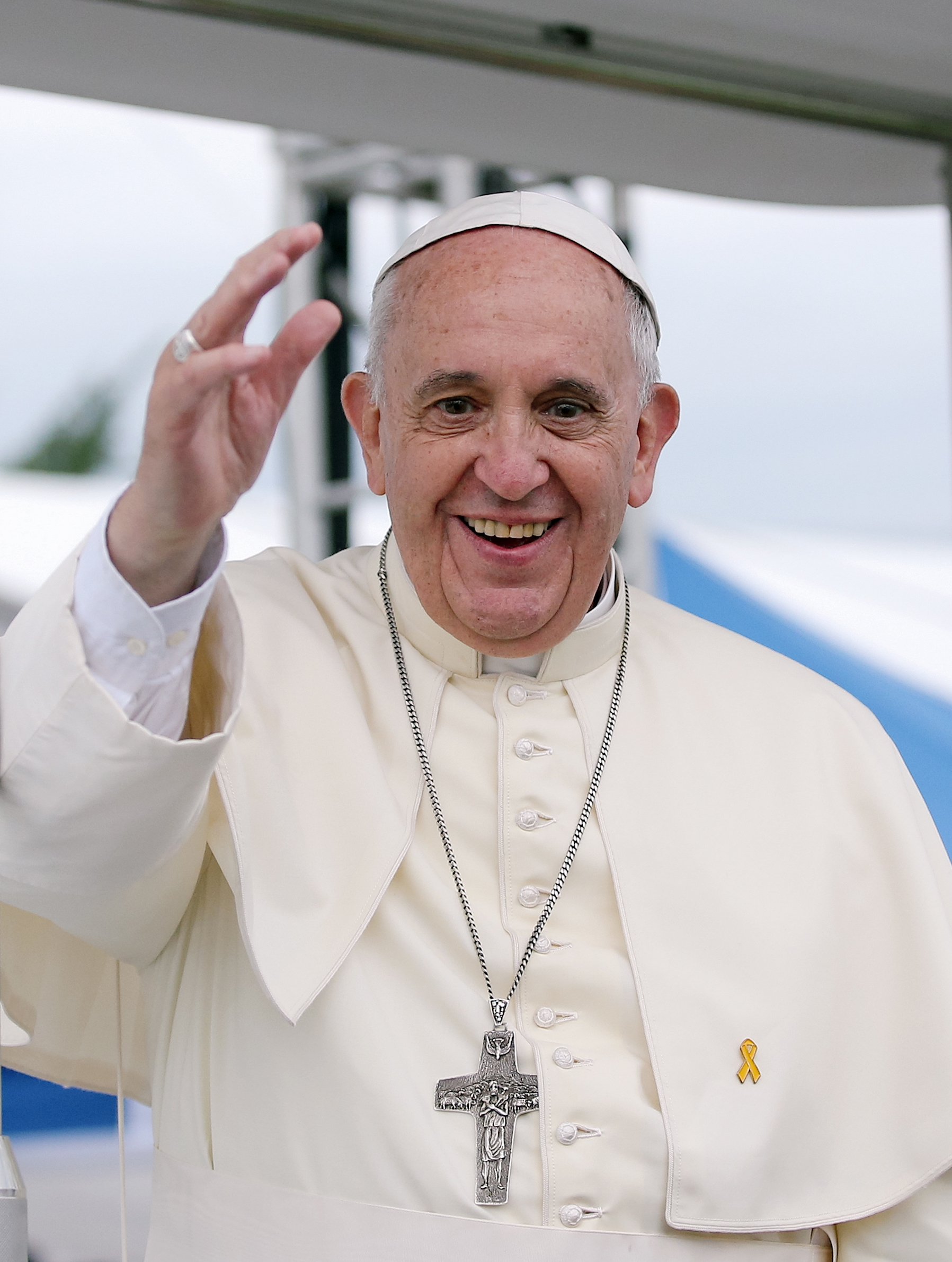
Papst Franziskus (2014)

Franziskus (lateinisch Franciscus; bürgerlich Jorge Mario Bergoglio SJ [berˈgɔʎːo]; * 17. Dezember 1936 in Buenos Aires, Argentinien; † 21. April 2025 in der Vatikanstadt) war seit seiner Wahl am 13. März 2013 bis zu seinem Tod im Jahr 2025 der 266. Bischof von Rom und damit Papst, Oberhaupt der römisch-katholischen Kirche und Souverän der Vatikanstadt.
Als Argentinier war Franziskus der erste gebürtige Nichteuropäer im Papstamt seit dem 8. Jahrhundert. Wegen seiner Abstammung hatte er auch die italienische und wegen seines Amtes die vatikanische Staatsbürgerschaft. Er war der erste Papst, der dem Orden der Jesuiten angehörte. Als junger Mann arbeitete Jorge Mario Bergoglio eine Zeit lang als Türsteher und Hausmeister, bevor er eine Ausbildung zum Chemietechniker absolvierte und als Techniker in einem lebensmittelwissenschaftlichen Labor arbeitete. Nachdem er sich von einer schweren Krankheit erholt hatte, fühlte er sich 1958 dazu inspiriert, dem Jesuitenorden beizutreten. 1969 wurde er zum katholischen Priester geweiht, von 1973 bis 1979 war er Provinzoberer der Jesuiten in Argentinien. 1998 wurde er Erzbischof von Buenos Aires und 2001 von Papst Johannes Paul II. zum Kardinal ernannt. Er leitete die argentinische Kirche während der Unruhen im Dezember 2001 in Argentinien.
Nach dem Rücktritt von Papst Benedikt XVI. am 28. Februar 2013 wählte ein päpstliches Konklave am 13. März Bergoglio zu seinem Nachfolger. Er wählte Franziskus als seinen päpstlichen Namen zu Ehren des Heiligen Franz von Assisi. Ihm wurde eine weniger formelle Herangehensweise an das Papsttum zugeschrieben als seinen Vorgängern, zum Beispiel entschied er sich dafür, im Gästehaus Domus Sanctae Marthae zu wohnen anstatt in den päpstlichen Gemächern des Apostolischen Palastes, die von früheren Päpsten genutzt wurden, und er wollte außerhalb des Vatikans beerdigt werden.
Franziskus hielt an den Ansichten der Kirche zu Schwangerschaftsabbruch, Zölibat und Frauenordination fest, initiierte jedoch einen Dialog über die Möglichkeit von Diakoninnen. Erstmals eröffnete er mit der Kurienreform 2022 die Möglichkeit, auch Laien zu Präfekten von Dikasterien in der Römischen Kurie zu berufen, ob Mann oder Frau. So wurde 2025 Raffaella Petrini die erste Regierungschefin des modernen Vatikanstaates. Franziskus war ein ausgesprochener Kritiker des unreglementierten Kapitalismus und des Wirtschaftsliberalismus, des Konsumismus und der Überentwicklung. Er setzte sich für Klimaschutz-Maßnahmen gegen die globale Erwärmung ein; ein Schwerpunkt seines Papsttums war die Verkündung der Umwelt-Enzyklika Laudato si’ im Jahr 2015. In der internationalen Diplomatie half er bei der Wiederherstellung voller diplomatischer Beziehungen zwischen den Vereinigten Staaten und Kuba, unterstützte die Sache der Flüchtlinge während der europäischen und zentralamerikanischen Migrantenkrisen und schloss ein umstrittenes Abkommen mit der Volksrepublik China, um festzulegen, wie viel Einfluss die Volksrepublik bei der Ernennung ihrer katholischen Bischöfe hat. Konservative Katholiken kritisierten Franziskus in vielen theologischen Fragen, insbesondere in Bezug darauf, was sie in seinen Vorschlag in einer Fußnote von Amoris Laetitia hineininterpretieren: dass geschiedene und wiederverheiratete Katholiken zum Empfang der Eucharistie zugelassen werden könnten.

## Leben

### Herkunft und Ausbildung
Bergoglios Vater, José (Giuseppe) Mario Francisco Bergoglio (1908–1959), stammte aus der piemontesischen Ortschaft Portacomaro nahe Asti in Italien. Seine Familie zog jedoch nach Turin, wo Bergoglios Großeltern eine Konditorei führten, während sein Vater eine Anstellung als Buchhalter in einer Bank fand. Weil dessen Mutter eine Gegnerin des Faschismus war, wanderte die Familie nach Argentinien aus, wo ein Onkel eine Pflastersteinfabrik betrieb und es zu beachtlichem Wohlstand gebracht hatte. Während der Wirtschaftskrise 1932 ging der Betrieb bankrott und Bergoglios Großeltern und sein Vater zogen nach Buenos Aires, wo sie einen Lebensmittelhandel eröffneten. Dort heiratete der Vater am 12. Dezember 1935 die in Buenos Aires geborene Regina Maria Sivori (1911–1981), deren Eltern ebenfalls aus Italien stammten. Später arbeitete der Vater als Buchhalter in einer Miederwarenfabrik. Jorge Mario Bergoglio hatte vier jüngere Geschwister: Óscar Adrián (1938–1997), Marta Regina (1940–2007), Alberto Horacio (1942–2010) und María Elena (* 1949), von denen nur Letztere seine Papstwahl erlebt hat.
Bergoglio erlangte einen Berufsabschluss als Chemietechniker. Er trat 1958 in den Jesuitenorden ein und studierte zunächst Geisteswissenschaften in Chile, nach seiner Rückkehr nach Buenos Aires an der Theologischen Fakultät des Colegio Máximo San José in San Miguel Philosophie (Abschluss 1960) und Katholische Theologie (Abschluss 1970). Theologisch geprägt wurde er unter anderen von Lucio Gera, dem Begründer der „Theologie des Volkes“, einer argentinischen Variante der Befreiungstheologie. Von ihm übernahm Bergoglio die Überzeugung, dass die Kirche eindeutig an der Seite der Armen zu stehen und solidarisch deren Rechte und Teilhabe in Kirche und Gesellschaft einzufordern habe. 2012 ließ er Gera in der ansonsten den Bischöfen vorbehaltenen Krypta der Kathedrale von Buenos Aires bestatten. Spirituell stand Bergoglio nach eigener Aussage auch der mystischen Strömung der Jesuiten Louis Lallemant, Jean-Joseph Surin und Peter Faber nahe.
Bergoglio sprach fließend Italienisch und soll den italienischen Dialekt der Gegend um Portacomaro und die Lieder der Auswanderer beherrscht haben. Ferner sprach er Spanisch (die Amtssprache Argentiniens), Deutsch, etwas Englisch, Französisch und Portugiesisch. Während seines Universitätsstudiums lernte er auch Latein und Altgriechisch.

### Priester und Provinzial
Am 13. Dezember 1969 empfing Bergoglio durch den Erzbischof von Córdoba, Ramón José Castellano, die Priesterweihe. Für sein Tertiat ging er für ein Jahr nach Spanien. Von 1973 bis 1979 war er Provinzial (Leiter) der argentinischen Provinz des Jesuitenordens. Damit war er auch für die Ämtervergabe an der Universidad del Salvador von San Miguel zuständig, wo er als Novizenmeister und Theologiedozent arbeitete. Gegen Ende seiner Amtszeit als Provinzial suchte der nunmehr 42-Jährige ein halbes Jahr lang regelmäßig eine Psychoanalytikerin auf.
Nach verschiedenen argentinischen Quellen gehörte Bergoglio von 1972 bis 1974 zur nationalistisch-peronistischen Organisation Guardia de Hierro („Eiserne Garde“), die bis 1973 mit Waffengewalt gegen die autoritären Militärregierungen und für die Rückkehr Juan Domingo Peróns ins Präsidentenamt kämpfte. Er berief mehrere Mitglieder dieser Organisation in Führungsämter an der Jesuitenhochschule, darunter Francisco José Piñón. Dieser verlieh dem Junta-Mitglied Admiral Emilio Massera 1977 eine Ehrendoktorwürde. Bergoglio gab 2010 an, er habe die Guardiamitglieder deswegen aufgefordert, ihre Hochschulämter abzugeben. Er sei nicht mit dieser Gruppe verbunden gewesen.
Von 1980 bis 1986 war Bergoglio Rektor der Theologischen Fakultät von San Miguel. Nach Aussagen eines seiner damaligen Studenten, des ehemaligen Jesuiten Miguel Ignacio Mom Debussy, lehnte er die Befreiungstheologie damals ab und behandelte die Bücher ihrer Hauptvertreter nicht. Zwar kritisierte er Priester, die dieser Richtung zuneigten, teilte aber ihre Kritik an sozialer Ungleichheit in vielen Gesellschaften Lateinamerikas.
Im Sommer 1985 war er am Goethe-Institut in Boppard einer von über hundert Kursteilnehmern, die aus allen Kontinenten zusammengekommen waren, um in einem zweimonatigen Kurs Deutsch zu lernen. Einer der damaligen Lehrer weiß noch, dass Jorge Mario Bergoglio bereits „sehr gut Deutsch konnte“. 1986 ging er an die vom Jesuitenorden getragene Philosophisch-Theologische Hochschule Sankt Georgen in Frankfurt am Main, um zu promovieren. Seine Dissertation über Romano Guardinis philosophisches Hauptwerk Der Gegensatz blieb unvollendet. Als Besucher eines Deutschkurses am Goethe-Institut lebte er von August bis Oktober 1986 in Rothenburg ob der Tauber.
Eine Ordensschwester, die er in Deutschland kennen gelernt hatte, schickte ihm eine Grußkarte mit dem Gnadenbild Maria Knotenlöserin und begründete damit deren Verehrung in Buenos Aires. Nach seiner Rückkehr wirkte er als geistlicher Begleiter in Córdoba.

### Verhältnis zur argentinischen Militärdiktatur
Während der argentinischen Militärdiktatur von 1976 bis 1983 wurden im „Schmutzigen Krieg“ bis zu 30.000 mutmaßlich oppositionelle Argentinier von Todesschwadronen entführt, gefoltert und ermordet und den Müttern unter den Opfern bis zu 500 in der Haft geborene Kinder geraubt. Bergoglio war als damaliger Leiter des Jesuitenordens nicht für kirchliche Stellungnahmen zuständig, aber zum Schutz der Ordensmitglieder verpflichtet. Sein Verhalten wird bis heute diskutiert.

#### Der Fall Jalics und Yorio
1974 erlaubte Bergoglio den Jesuitenpriestern Franz Jalics und Orlando Yorio, einem Mitglied der „Bewegung der Priester für die Dritte Welt“, im größten Elendsviertel von Buenos Aires Bajo Flores zu arbeiten. Nationalkonservative Ordensbrüder lehnten diese Arbeit ab. Im Februar 1976 forderte der Generalobere der Jesuiten Pedro Arrupe die beiden Priester auf, ihre Arbeit im Slum zu beenden. Daraufhin beantragten sie nach Rücksprache mit Bergoglio erfolglos ihre Versetzung in ein anderes Bistum.
Am 23. Mai 1976 entführten Marinesoldaten Yorio und Jalics neben weiteren Jesuiten in die Escuela de Mecánica de la Armada (ESMA), die Admiral Massera in ein Folter-Zentrum hatte umwandeln lassen. Dort wurden sie fünf Tage lang verhört und gefoltert, weil sie als Mitglieder oder Kontaktpersonen der Montoneros betrachtet wurden. Danach wurden sie fünf Monate lang angekettet mit verbundenen Augen gefangen gehalten. Im Oktober 1976 kamen sie frei. Danach verließen sie Argentinien und versuchten, die Ursachen ihrer Folterhaft herauszufinden.
Seit November 1977 warfen sie Bergoglio vor, er habe ihre Haft verschuldet, indem er ihnen den Schutz der Kirche entzogen oder sie sogar selbst beim Militär angezeigt habe. Er habe Yorio am 20. Mai 1976 aus dem Jesuitenorden ausgeschlossen, dies ihnen aber damals nicht mitgeteilt; erst im Juni 1977 hätten sie dies vom Vizegeneraloberen der Jesuiten, Pater Moura, erfahren. Ferner habe er ihr Leben gefährdende Gerüchte im Jesuitenorden, sie gehörten zur Guerilla, nicht unterbunden und dem Militär dann ihre Unschuld nicht bezeugt, obwohl er dies Jalics im Dezember 1975 versprochen habe. Stattdessen habe er dem Bischof von Moron, Miguel Raspanti, bei dem sie Aufnahme beantragt hatten, die Gerüchte erläutert. Nach Aussage der Katechetin Marina Rubino (2010) soll Raspanti die Nichtaufnahme von Jalics und Yorio mit Bergoglios schlechten Referenzen begründet haben.
1978 legten Jalics und Yorio Arrupe Dokumente vor, die beweisen sollten, dass Bergoglio sie 1976 beim Militär als Terroristen denunziert habe. 1994 schrieb Jalics, er habe diese Dokumente 1980 verbrannt, weil er keine Aufklärung im Jesuitenorden erreicht habe und das Vergangene verzeihen wollte. Vier Jahre später habe er sich in Rom mit dem Generaloberen ausgesprochen und dann das Vorgefallene endgültig verziehen. Verantwortlich für die Verleumdungen sei ein ihm bekannter „Mann“ gewesen. Nach Angaben seiner Familie meinte er Bergoglio, den er privat mehrfach beschuldigt habe.
Der argentinische Menschenrechtsanwalt Emilio Mignone machte die Vorwürfe der Priester gegen Bergoglio 1986 publik. Dessen Entscheidung, das Armenviertelprojekt von Jalics und Yorio nicht länger zu unterstützen, habe die Militärs zu ihrem Vorgehen ermuntert. Er sei „einer der Hirten“ gewesen, „die ihre Schafe dem Feind auslieferten, ohne sie zu verteidigen oder zu retten.“
1999 veröffentlichte der argentinische Journalist Horacio Verbitsky be- und entlastende Zeugenaussagen zu Bergoglios Verhalten 1976. Der Menschenrechtlerin Alicia Oliveira zufolge erreichte Bergoglio die Freilassung von Jalics und Yorio, indem er Admiral Massera in einem Gespräch drohte, andernfalls werde er den Fall publik machen. Laut dem 1975 gefolterten Jesuiten Juan Luis Moyano machte Bergoglio wegen seiner Kontakte mit Massera keine Entführungen von Jesuiten bekannt, forderte zwei weitere Priester zum Verlassen des Armenviertels auf und wies das Militär darauf hin, so dass man sie entführt habe.
Yorio bekräftigte seine Vorwürfe 1999 in einem Interview mit Verbitsky. Bergoglio habe ihnen im Februar 1976 geraten, ihre Versetzung zu beantragen, aber heimlich mehrere argentinische Bischöfe, darunter Juan Carlos Aramburu, abgehalten, sie aufzunehmen. Auf Versuche Aramburus, sie unbefristet zu suspendieren, habe er ihnen private Messen im Slum zu feiern erlaubt. Während ihrer Haft habe er ihren Verwandten von ihrer mutmaßlichen Erschießung berichtet; man habe bereits Totenmessen für sie gehalten. Den dem Orden genannten Festnahmegrund, „dass mindestens einer von uns Guerillero sei“, müsse Bergoglio dem Militär gegeben haben. Diese von Admiral Massera geäußerte Behauptung habe ihm dann wiederum als Entschuldigung dafür gedient, sich nicht für ihre Freilassung einzusetzen. Er habe nicht abgewartet, ob sie lebend freikämen. Yorio erhielt die Vorwürfe bis zu seinem Tod im Jahr 2000 aufrecht. Seine Schwester bekräftigte sie als Zeugin vor Gericht am 20. April 2013.
2005 schrieb Verbitsky in seinem Buch El Silencio: Bergoglio habe Arrupe 1976 während der Haft der beiden Priester ihren Ausschluss aus dem Orden brieflich mitgeteilt und sie damit dem Militär ausgeliefert. Im April 2005 erstattete der argentinische Menschenrechtsanwalt Marcelo Parrilli in Buenos Aires Anzeige gegen Bergoglio: Er sei in das Verschwindenlassen der Jesuiten verwickelt gewesen und habe sie eventuell bei der Junta angezeigt. Parrilli ergänzte 2013: Bergoglio habe sich nicht für die bereits inhaftierten Ordensbrüder eingesetzt. Die Verhörer hätten Details gewusst, die sie nur vom Jesuitenorden hätten erfahren können.
Bergoglio schrieb schon im September 1976 an Angehörige von Jalics, dass er sich erfolglos für die Freilassung der beiden Priester eingesetzt habe. Am Tag nach der Freilassung schrieb er ihnen: Er habe nie geglaubt, dass man Jalics ermordet habe, „da ich Auskunft über beide Patres hatte“. 1999 teilte er Verbitsky seine Version der Ereignisse mit: Er habe Diktator Jorge Rafael Videla und Admiral Massera wegen Jalics und Yorio je zweimal aufgesucht; beim ersten Treffen hätten beide behauptet, sie wüssten nichts über den Fall, würden aber nachforschen. Beim zweiten Treffen mit Massera habe er auf der Freilassung der Priester bestanden; er wisse, wo sie seien. Laut einem Interview von 2010 habe er Yorio und Jalics niemals als Mitglieder der Guerilla verdächtigt. Weil sie 1975 für ihr Projekt eigene Richtlinien verfasst hätten, habe Pedro Arrupe sie aufgefordert, sich dazwischen und dem Jesuitenorden zu entscheiden. Daraufhin hätten sie um Entlassung aus dem Orden gebeten. Weil Jalics schon seine letzten Ordensgelübde abgelegt hatte, sei sein Gesuch abgelehnt, das von Yorio im März 1976 aber akzeptiert worden. Bergoglio habe den beiden Jesuiten 1976 wenige Tage vor dem Putsch angeboten, im Jesuitenhaus Schutz vor der drohenden Gefahr zu suchen. Doch sie hätten das Angebot abgelehnt. Nach ihrer Gefangennahme habe er sich sofort intensiv und kontinuierlich für ihre Freilassung eingesetzt. Deswegen und weil ihnen nichts nachgewiesen werden konnte, seien sie schließlich freigekommen. „Ich habe getan, was ich konnte, um mich für die Entführten einzusetzen, mit dem Alter, das ich hatte, und den wenigen Verbindungen, auf die ich zählen konnte.“ 2010 sagte er als Zeuge in einem Prozess gegen argentinische Folterer: Er habe sich dem Streben kirchlicher Gegner widersetzt, die Gemeinde im Armenviertel aufzulösen und Jalics und Yorio zu versetzen. Entgegen anderen Behauptungen habe er sie bestärkt, dort gegebenenfalls auch ohne offizielle Erlaubnis weiter Messen zu feiern. Unmittelbar nach ihrer Inhaftierung habe er den Ort ihrer Haft herauszufinden versucht und sich dazu mit Massera getroffen. Er habe diesem bezeugt, sie seien an keinerlei „ungewöhnlichen“ Aktivitäten beteiligt, und verlangt, sie zu sehen. Durch allgemein umlaufende Gerüchte (Namen von Informanten nannte er nicht) habe er erfahren, dass sie in der ESMA gefangen waren. Nach ihrer Freilassung habe er sich sofort für ihre Sicherheit und Ausreise eingesetzt. Er räumte ein, dass er keine Strafanzeigen gestellt und nicht öffentlich über den Fall geredet habe. Jalics und Yorio hätten ihm persönlich kein Fehlverhalten vorgeworfen. Yorios Vorwürfe von 1999 seien durch sein Leiden in der Haft zu erklären. Der frühere Chauffeur Bergoglios bezeugte im selben Prozess dessen Engagement für den Jesuitenorden gegenüber Massera. Der ermittelnde Richter German Castelli folgerte, Bergoglio habe sich juristisch nicht strafbar gemacht. Historiker weisen auf bisher fehlende Akteneinsicht zur Zeit der Militärdiktatur hin.
Ein Austrittsgesuch von Jalics aus dem Jesuitenorden hält dessen Familie für unglaubwürdig. Laut dem Jesuitenorden (15. März 2013) wurden die beiden Jesuiten nie ausgeschlossen; Yorio sei nach seiner Freilassung freiwillig ausgetreten. Jalics erklärte am 15. März 2013: Welche Rolle Bergoglio beim Zustandekommen der fünfmonatigen Haft gehabt habe, könne er nicht sagen. Nach 1998 habe er sich mit ihm ausgesprochen und bei einer Messe versöhnt. Er betrachte den Vorfall als abgeschlossen. Am 20. März ergänzte er: Bergoglio habe sie damals nicht angezeigt. Man habe sie damals nicht wegen einer Denunziation festgenommen, sondern wegen falscher Informationen in „kirchlichen Kreisen“, dass sie zur Guerilla gehört hätten, und wegen ihrer Kontakte zu einer Katechetin, die sich der Guerilla angeschlossen hatte.
1979 beschied ein Beamter aus dem Außenministerium Argentiniens einen Antrag Bergoglios für Jalics, diesem einen neuen Pass auszustellen, negativ. Als Gründe nannte er Auskünfte Bergoglios, wonach die Gemeinde im Armenviertel im Februar 1976 aufgelöst worden und Jalics wegen Kontakten zur Guerilla im Gefängnis ESMA inhaftiert gewesen sei. Bergoglio habe empfohlen, den abgelaufenen Pass von Jalics nicht zu verlängern. Verbitsky veröffentlichte das Dokument 2010 als Beleg für ein „Doppelspiel“ Bergoglios. Dieser sagte im Prozess, er habe dem Beamten mitgeteilt, dass Jalics unschuldig verhaftet worden sei. Laut Vatikanhistoriker Matteo Luigi Napolitano (20. März 2013) belegt die Beamtennotiz von 1979 nicht, dass Bergoglio Jalics bei der Regierung als „subversiv“ denunzierte, sondern dass Jalics und Yorio aus dem Jesuitenorden austreten wollten.

#### Weitere Vorwürfe
In seinem Buch El Silencio von 2005 warf Verbitsky Bergoglio auch vor, dieser habe vom systematischen Raub von Neugeborenen gewusst, aber nichts dagegen getan. Bergoglio erhielt 2010 eine gerichtliche Aufforderung zur Zeugenaussage, was er über den Raub von 500 Kindern verschwundener Regimegegner gewusst habe. Er antwortete schriftlich: Er habe sich erst Ende der 1980er Jahre näher mit diesem Thema befasst und bis dahin nichts von massenhaftem Kindesraub gewusst.
Im Mai 2011 fand in Argentinien ein Prozess gegen Militärangehörige statt, die wegen Entführungen Schwangerer, Kindesraubs und Mordes angeklagt waren. Die Zeugin der Anklage Estela de la Cuadra legte einen Brief Bergoglios von 1977 vor: Der Absender war von Arrupe beauftragt worden, Cuadras’ entführte Schwester und deren in Haft geborenes Kind ausfindig zu machen. Er hatte daraufhin einen anderen Bischof dazu um Hilfe gebeten. Cuadra warf ihm vor, er müsse demnach schon 1977 von massenhaftem Kindesraub gewusst haben, sei aber inaktiv geblieben und habe sein damaliges Wissen später geleugnet. Cuadra erhielt diese Vorwürfe nach der Papstwahl 2013 aufrecht.
2011 beantragte ein französisches Gericht bei argentinischen Justizbehörden, Bergoglio als Zeugen zum Fall der ermordeten Priester Gabriel Longueville und Carlos Murias vorladen zu dürfen. Beide waren am 17. Juli 1976 entführt, gefoltert und am Folgetag erschossen aufgefunden worden. Bergoglio sollte Kenntnisse über etwaige Archivdokumente der Kirche zu dem Fall aufdecken. Er äußerte sich nicht dazu. Das Gesuch blieb bisher unbeantwortet. Ebenfalls 2011 wurde bekannt, dass Bergoglio die Seligsprechung dieser ermordeten Priester und weiterer Mordopfer der Junta von 1976 auch gegenüber konservativen Bischofskollegen vorantrieb.
2005 hatte Verbitsky als Beispiel für kirchliche Zusammenarbeit mit der Junta angeführt, dass die Marine Argentiniens 60 Gefangene der ESMA vor einem Besuch einer interamerikanischen Menschenrechtskommission in einer Villa bei Buenos Aires versteckt hatte. Ein britischer Medienbericht von 2011 behauptete, die Villa sei Bergoglios Ferienhaus gewesen; er habe das Versteck arrangiert. Daraufhin gab Bergoglio Verbitsky einen präzisen Hinweis auf Prozessakten, aus denen hervorging, dass die Villa dem damaligen Erzbischof Aramburu gehört hatte und von diesem genutzt worden war. Am 14. März 2013 gab Verbitsky dies bekannt und betonte: Bergoglio habe ihm entscheidend dabei geholfen, den Vorgang aufzuklären.

#### Positive Aussagen Verfolgter
- 2006 sagte Juan Luis Moyano, Bergoglio habe damals beim Militär für inhaftierte Jesuiten gekämpft.[58]
- Bei der Papstwahl 2013 wurden die Vorwürfe gegen ihn erneut öffentlich diskutiert. Der argentinische Bürgerrechtler und Friedensnobelpreisträger Adolfo Pérez Esquivel, den die Militärjunta verfolgt hatte, erklärte am 14. März, viele argentinische Bischöfe hätten sich vergeblich für inhaftierte Priester eingesetzt. Zwar seien manche Kirchenvertreter Komplizen der Diktatur gewesen, „aber Bergoglio nicht.“[59]
- Auch der Befreiungstheologe Leonardo Boff betonte: „Er hat viele gerettet und versteckt, die von der Militärdiktatur verfolgt wurden.“[60]
- Die Menschenrechtsaktivistin Graciela Fernández Meijide erklärte am 15. März 2013 in der Tageszeitung Clarín, bei ihrer Arbeit für eine argentinische Menschenrechtsorganisation habe sie Hunderte von Zeugenaussagen erhalten, aber niemand habe Bergoglio erwähnt.[61]
- Der Brite Robert Cox hatte 1976 als erster Journalist in Argentinien Verbrechen der Junta aufgedeckt, war deshalb 1977 selbst inhaftiert worden und hatte die Konflikte um Bergoglios Verhalten in Argentinien mitverfolgt. Er resümierte am 17. März 2013: Bergoglio sei in den 1970er Jahren weder Held noch Komplize gewesen. Er habe sich während der Diktatur nie gegen diese geäußert und erst später herausgestellt, dass er das Leben einiger Priester gerettet habe. Dieses Versagen werde ihm sicher als Papst bewusst bleiben.[62]
- Am 17. März 2013 betonte die Juristin Alicia Oliveira: „Als die Junta hinter mir her war, hat er sich auf meine Seite gestellt. Ich bin von Jorges Standfestigkeit überzeugt.“[63]
- Am 19. März 2013 sagte der Priester Miguel La Civita: Bergoglio habe ihn und weitere Mitarbeiter des Bischofs Enrique Angelelli 1976 nach dessen Ermordung durch Junta-Anhänger unter seinen Schutz gestellt und sie in einer von ihm geleiteten Jesuitenschule versteckt.[64]
- Am 22. März 2013 erklärte der spanische Priester Jose Luis Caravias: Er habe seit 1972 in den Slums von Buenos Aires gearbeitet. Bergoglio habe ihn 1976 vor Mordabsichten der Alianza Anticomunista Argentina gewarnt, so dass er die Stadt rechtzeitig habe verlassen können. So habe er sein Leben gerettet. Nach seiner Kenntnis habe Bergoglio durch seinen unermüdlichen Einsatz auch Jalics und Yorio gerettet.[65]
- Am 24. März 2013 bezeugte Gonzalo Mosca, ein früherer Gegner der Diktatur: Bergoglio habe ihm 1977 bei der Flucht über Argentinien nach Brasilien durch Planung des Grenzübertritts und Fahrerdienste geholfen.[66]

### Bischof und Kardinal

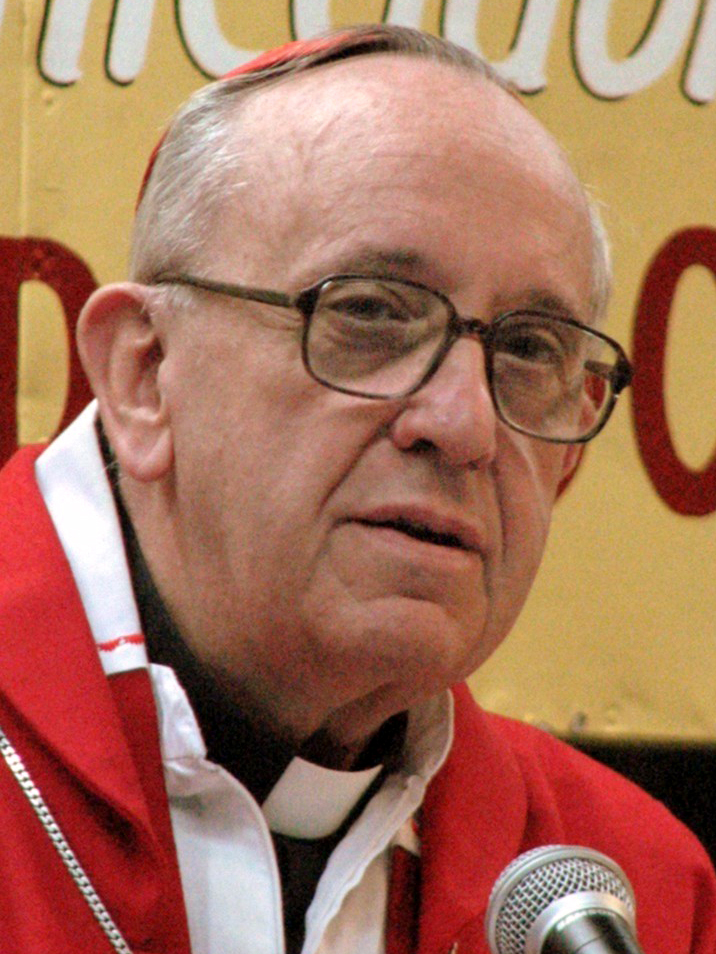
Jorge Mario Kardinal Bergoglio (2008)

Am 20. Mai 1992 ernannte Papst Johannes Paul II. Bergoglio zum Weihbischof in Buenos Aires und Titularbischof von Auca. Am 27. Juni spendete ihm der Erzbischof von Buenos Aires Antonio Quarracino die Bischofsweihe. Mitkonsekratoren waren Emilio Ogñénovich, Bischof von Mercedes-Luján, und Ubaldo Calabresi, Apostolischer Nuntius in Argentinien.
Am 3. Juni 1997 wurde Bergoglio zum Koadjutorerzbischof von Buenos Aires ernannt. Nach dem Tod von Kardinal Quarracino am 28. Februar 1998 trat er dessen Nachfolge als Erzbischof von Buenos Aires an. Zugleich wurde er zum Ordinarius für die Gläubigen der Katholischen Ostkirchen in Argentinien ernannt. Laut Bergoglios damaligem Sprecher Federico Wals war die Erzdiözese in einen Finanzskandal verwickelt und verschuldet. Bergoglio habe ihre Aktienanteile bei einer insolventen Kreditbank verkauft und in gewöhnliche Konten bei zwei internationalen Banken transferiert. Während seiner Zeit als Bischof in Buenos Aires gab Bergoglio ein Gutachten über den pädophilen Ordenspriester Julio César Grassi SDB in Auftrag.
1999 ließ Bergoglio den Leichnam des Priesters Carlos Mugica, der für die Armen eingetreten und 1974 bei einer Messe von der Alianza Anticomunista Argentina ermordet worden war, feierlich in dessen Elendsviertel überführen. Er trat seit 2000 öfter bei Jahrestreffen der antimarxistischen, spirituellen Freiwilligenbewegung Comunione e Liberazione auf und warb für ein programmatisches Buch ihres Gründers Luigi Giussani. Deshalb galt er als dieser Bewegung nahestehend.
Nach Aussage von Clelia Luro-Podesta (2013) besuchte Bergoglio 2001 als einziger katholischer Amtsträger Argentiniens ihren Mann, den ehemaligen Bischof Jerónimo José Podestá, als dieser im Sterben lag. Podesta war wegen seiner Befürwortung der Priesterehe und Frauenordination sowie seiner regimekritischen Haltung von allen kirchlichen Ämtern suspendiert worden. Nach seinem Tod war Bergoglio wiederum der einzige argentinische Bischof, der Podestas Verdienste für die Kirche öffentlich würdigte.
Als Erzbischof warb Bergoglio erfolgreich Priester für die Arbeit in den Armenvierteln von Buenos Aires an, ließ sie paarweise zusammenarbeiten und verdoppelte so die Zahl der dort seit etwa 1960 bestehenden katholischen Gemeinden auf 20. Er erschien oft unangemeldet in den Slums, initiierte Hilfsprojekte für Drogensüchtige und versuchte, sie vor Todesdrohungen von Drogendealern zu schützen. Damit gewann er enorme Sympathien bei argentinischen Slumbewohnern. In der Wirtschaftskrise Argentiniens von 2001, bei der etwa 40 Prozent der Bevölkerung verarmten, stellte Bergoglio die freie Marktwirtschaft und die zunehmende Globalisierung in Frage und rief die Politik dazu auf, Differenzen zugunsten eines sozialen Wiederaufbaus der Wirtschaft zurückzustellen. Er wurde für einen bescheidenen Lebensstil und Einsatz für die Armen bekannt.
Papst Johannes Paul II. ernannte Bergoglio am 21. Februar 2001 zum Kardinal und nahm ihn als Kardinalpriester in das Kardinalskollegium auf (Titelkirche San Roberto Bellarmino). Nach Berichten von 2002 untersagte Bergoglio Spendensammlungen in Buenos Aires für Reisekosten zu seiner Amtseinführung in Rom und forderte die Argentinier auf, zuhause zu bleiben und die bisherigen Spenden unter den Armen zu verteilen. Seitdem wurde er als möglicher Kandidat für das Papstamt betrachtet. Fragen danach wies er stets zurück. In der römischen Kurie war er Mitglied der Kongregation für den Klerus, der Kongregation für den Gottesdienst und die Sakramentenordnung und der päpstlichen Kommission für Lateinamerika. Im Konklave 2005 soll Bergoglio laut Tagebuchaufzeichnungen eines anonymen Kardinals im dritten Wahlgang 40 Stimmen erhalten haben. Danach soll er auf die Kandidatur verzichtet und so die Wahl Joseph Ratzingers zum Papst ermöglicht haben.
Seit 2001 hatte Bergoglio mehrere öffentliche Konflikte mit den Regierungen Argentiniens. 2001 kritisierte er einen gewaltsamen Polizeieinsatz gegen die Großmütter vom Plaza de Mayo. 2004 warf er Néstor Kirchner in einer Predigt „Exhibitionismus“ vor. 2007 lehnte er die Einstellung staatlicher Hilfen für die Bauern ab. Er geißelte Korruption und fortschreitende Verarmung und traf sich mit prominenten Oppositionellen. Am 8. November 2005 wurde Bergoglio für drei Jahre zum Vorsitzenden der argentinischen Bischofskonferenz gewählt und am 11. November 2008 für weitere drei Jahre im Amt bestätigt. Bei der 5. Generalversammlung des CELAM, des Rats aller Bischöfe von Lateinamerika und der Karibik, 2007 in Aparecida leitete er die Redaktionskommission zur Abfassung des Schlussdokuments. Er bezeichnete dieses lehramtliche Dokument als „Evangelii nuntiandi Lateinamerikas“ und erklärte: „Wir leben im Teil der Welt mit der größten Ungleichheit, der am meisten gewachsen ist und das Elend am wenigsten verringert hat. Die ungerechte Verteilung der Güter dauert an und hat eine Situation der sozialen Sünde entstehen lassen, die zum Himmel schreit und die Möglichkeiten eines erfüllteren Lebens für so viele unserer Brüder begrenzt.“ Seit 2008 arbeitete Bergoglio mit Fundacion Alameida zusammen, einer Hilfsorganisation für von Menschenhandel und Zwangsprostitution bedrohte Frauen. Mehrfach klagte er Polizei und Justiz von Buenos Aires öffentlich der Korruption an.
Bei Gedenkfeiern zum Falklandkrieg von 1982 vertrat Bergoglio 2009 und 2012 die Auffassung seines Staates, dass die unter britischer Hoheit stehenden Falklandinseln rechtmäßig zu Argentinien gehörten. Er nannte sie gegenüber Angehörigen gefallener Soldaten „unser Land“ und „Heimatland“, das „usurpiert“ worden sei. 2010 kritisierte Bergoglio das Verlagern von Unternehmensgewinnen ins Ausland als Sünde. Sowohl Kapitalismus als auch Kommunismus bewirkten eine Herrschaft des Geldes, der Vetternwirtschaft und des Hedonismus. Hilfe für die Armen sollte nicht institutionalisiert, sondern durch persönliche Kontakte gegeben werden. Nächstenliebe werde oft instrumentalisiert. Am besten sei Hilfe von Armen für Arme.

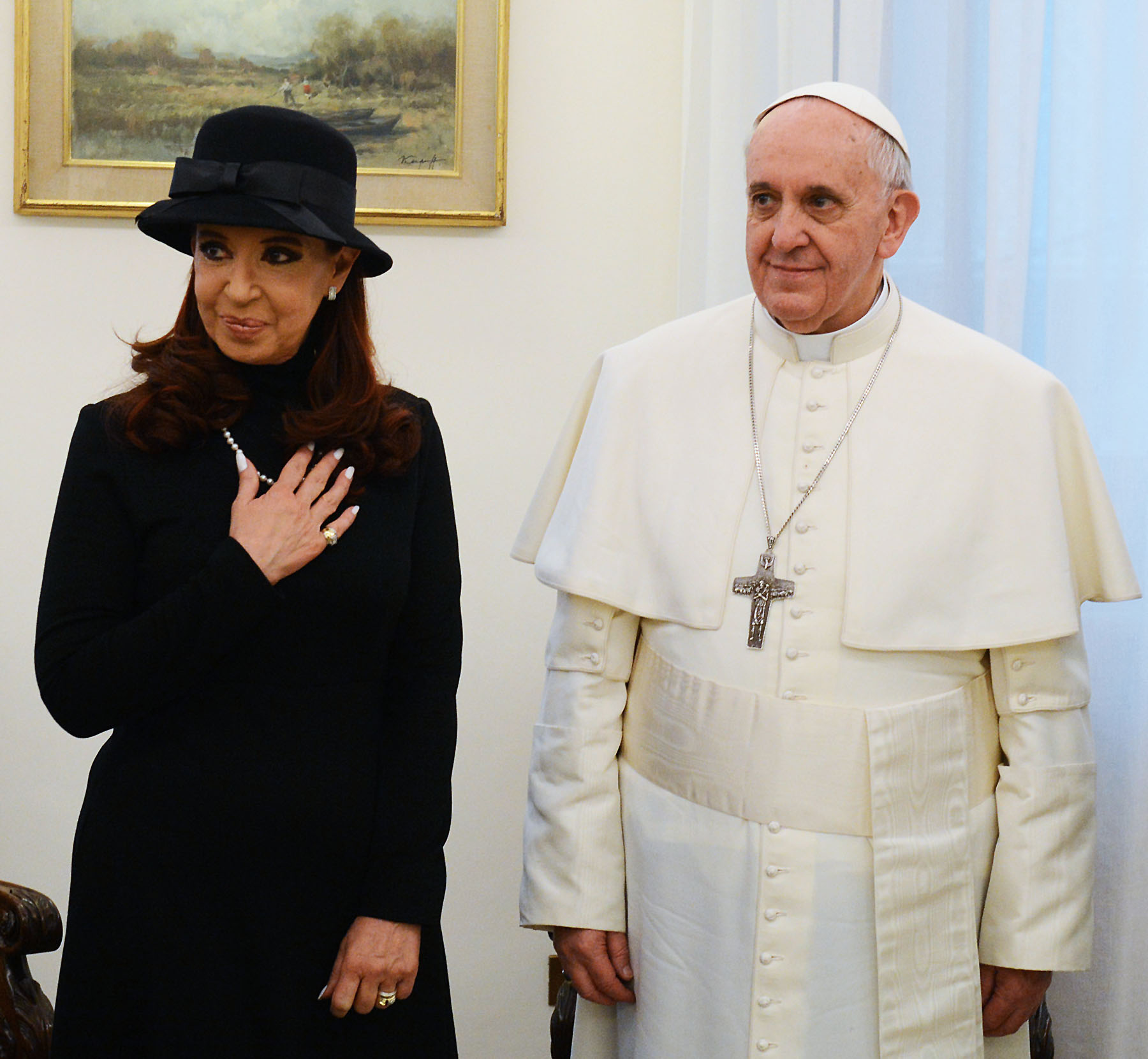
Papst Franziskus mit der argentinischen Präsidentin Cristina Fernández de Kirchner bei einer Audienz am 18. März 2013

2010 beschloss die argentinische Regierung unter Präsidentin Cristina Fernández de Kirchner die gesetzliche Erlaubnis der gleichgeschlechtlichen Ehe. Bergoglio sah darin „echten und bitteren anthropologischen Rückfall“ und erklärte gegenüber kirchlichen Kreisen, es sei „eine destruktive Anmaßung gegen den Plan Gottes“ und „eine Intrige vom Vater der Lügen, welche die Kinder Gottes zu verwirren oder zu täuschen versucht“. Kirchner fühlte sich dadurch an das „Mittelalter und die Inquisition“ erinnert. Bergoglio bejahte stattdessen eine gleichgeschlechtliche Lebenspartnerschaft und schlug den argentinischen Bischöfen kurz vor der Verabschiedung des Gleichstellungsgesetzes überraschend vor, der Regierung dieses Kompromissangebot zu machen. Die Bischöfe lehnten es jedoch mehrheitlich ab. Das war die einzige Abstimmungsniederlage Bergoglios als Leiter der Bischofskonferenz. Die Regierungen von Néstor Kirchner und Cristina Fernández de Kirchner betrachteten ihn als politischen Rivalen.
Im selben Jahr räumte Bergoglio als Sprecher der Bischöfe Argentiniens erstmals „Fehler“ während der Militärdiktatur ein und kritisierte die gegenseitige Gewalt der Junta und ihrer politischen Gegner. Ebenfalls 2012 kritisierte er Priester, die alleinstehenden Müttern die Taufe ihrer Kinder verweigerten. Sakramente dürften nicht benutzt werden, um verletzbare Menschen auszugrenzen, weil sie angeblich dogmatische oder moralische Bedingungen nicht erfüllten. Das widerspreche der Menschwerdung und Lebensweise Jesu Christi. Die Kirche sei keine Nichtregierungsorganisation oder Abteilung einer multinationalen Firma; dieser „Neoklerikalismus“ sei zu beenden.

Kardinalswappen von Jorge Mario Kardinal Bergoglio

2006 soll Guillermo Marco, der damalige Sprecher Bergoglios, in einem Interview das Papstzitat von Regensburg kritisiert haben: „Sobald man auf doktrinären Differenzen besteht, kommt es zwangsläufig zur Konfrontation. Als Papst Benedikt sich auf das Feld einer Diskussion über die Wahrheit begab, wurde seine Erklärung unglücklich, egal ob sie richtig oder falsch war.“ Diese Kritik soll im Vatikan Empörung und Rufe nach einer Absetzung Bergoglios als Kardinal ausgelöst haben. Bergoglio soll daraufhin eine geplante Reise zum Vatikan kurzfristig abgesagt haben. Nach Bergoglios Wahl zum Papst behauptete eine britische Zeitung, er habe durch seinen Sprecher kritisiert: Die Aussage Benedikts sei geeignet, die von Papst Johannes Paul II. in 20 Jahren sorgfältig aufgebaute Beziehung zum Islam in 20 Sekunden zu zerstören. Mit der Emeritierung eines anderen argentinischen Erzbischofs habe der Vatikan Bergoglios Absetzung angedroht.

### Wahl zum Papst

#### Konklave 2013

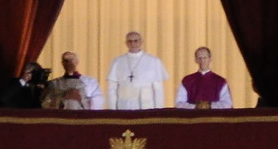
Papst Franziskus nach der Verkündigung des Habemus Papam auf der Benediktionsloggia des Petersdoms, 13. März 2013

Nachdem Papst Benedikt XVI. am 28. Februar 2013 auf sein Amt verzichtet hatte, begann am 12. März das Konklave, an dem 115 Kardinäle teilnahmen. Bergoglios Wahlchance galt wegen seines Alters und seiner angeschlagenen Gesundheit als gering. Doch am zweiten Tag des Konklaves erhielt Bergoglio im fünften Wahlgang die nötige Zweidrittelmehrheit und wurde zum 266. Nachfolger Petri gewählt.
Franziskus wurde somit zum ersten nicht in Europa geborenen Papst in mehr als 1200 Jahren: Gregor III. (amtierte 731–741) kam (möglicherweise) aus Syrien. Zudem wurde mit ihm erstmals ein Jesuit und damit 167 Jahre nach dem Tod des Kamaldulensers Gregor XVI. (amtierte 1831–1846) wieder ein Ordensangehöriger Papst. Dies werteten Beobachter als bedeutsam, da Päpste im Hochmittelalter häufiger aus großen katholischen Männerorden stammten, aber heute nur noch knapp 15 Prozent der Kardinäle einem Orden angehören.

#### Name
Bergoglio nahm als erster Papst den lateinischen Papstnamen Franciscus an. Laut Vatikansprecher Federico Lombardi ist die nachgestellte Ordnungszahl I., anders als bei Johannes Paul I., so lange nicht zu verwenden, bis ein weiterer Papst diesen Namen wählt.
Es ist das erste Mal seit 1100 Jahren (Papst Lando, 913, letzter Gegenpapst Albertus 1102), dass ein Papst einen Namen trägt, den noch kein Papst vor ihm verwendet hat. (Bei Johannes Paul I. wurden beide Namen bereits einzeln genutzt.)
Am 16. März 2013 erklärte der Papst, er habe sich nach Franz von Assisi benannt, weil Cláudio Hummes ihn nach seiner Wahl im Konklave gebeten habe: „Vergiss die Armen nicht!“ Franziskus sei für ihn der Mann der Armut, des Friedens, der die Schöpfung liebe und bewahre. Anzustreben sei eine „arme Kirche für die Armen“, ihre materielle Zurückhaltung und mehr Hilfe für Bedürftige. Das Verhältnis der Menschen zur Schöpfung sei „nicht sehr gut“.
Der im Februar 2014 von Franziskus kreierte Kardinal Loris Francesco Capovilla verriet am 13. März 2014 in einem Interview mit der Zeitung Eco di Bergamo, dass Franziskus kurz nach seiner Wahl auch mit dem Gedanken gespielt habe, sich Johannes XXIV. zu nennen, in Erinnerung an Johannes XXIII., den Initiator des Zweiten Vatikanischen Konzils. Auch hatte das Kardinalskollegium dem neu gewählten Papst andere Namen vorgeschlagen. So hätte er sich Hadrian VII. nennen können, in Erinnerung an Hadrian VI., ebenfalls ein Papst der Reformbestrebungen seiner Zeit. Eine weitere Option wäre der Papstname Clemens XV. gewesen. Der Name Clemens wäre für den Jesuiten Bergoglio eine Art „Rache“ gewesen, da Papst Clemens XIV. 1773 den Orden der Jesuiten verboten habe, und nun ein Jesuit Papst geworden sei.

#### Wappen

Papstwappen von Franziskus

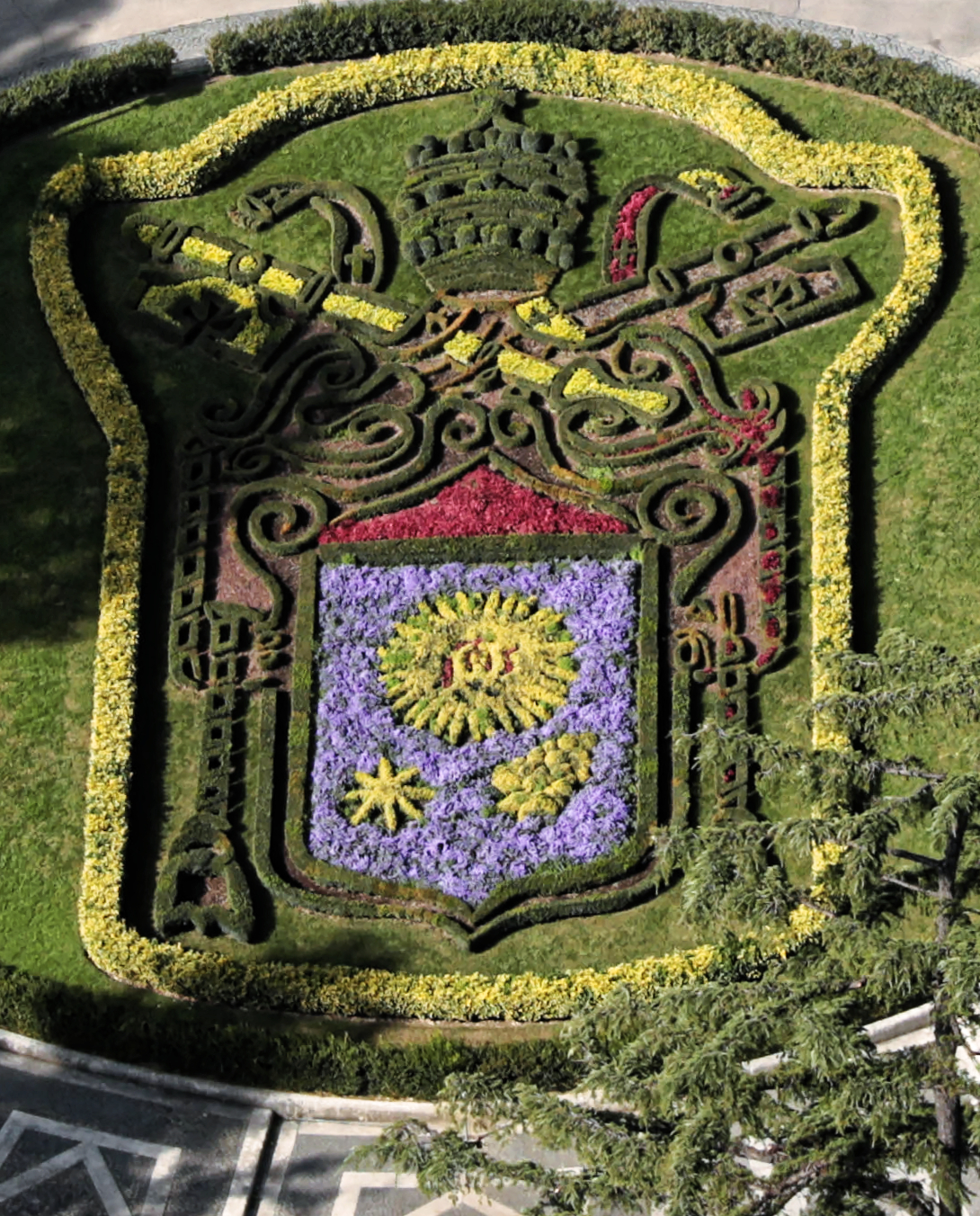
Wappen in den Vatikanischen Gärten

Beim sogenannten Hut über dem Wappenschild griff Franziskus auf das Wappen Benedikts XVI. zurück, das anstelle der Tiara eine einfache bischöfliche Mitra zeigt. Sie ist ähnlich den Kronreifen der Tiara mit drei goldenen, in der Mitte vertikal miteinander verbundenen Bändern geschmückt. Sie stehen für die Einheit von Weiheamt, Jurisdiktion und Lehramt des Papstes in derselben Person.
Der Schild trägt das Symbol der Jesuiten: eine goldene Sonne mit dem roten Christusmonogramm IHS, dessen H von einem roten Kreuz überragt wird. Die drei schwarzen Nägel darunter symbolisieren die jesuitischen Ordensgelübde der freiwilligen Armut, ehelosen Keuschheit und des Gehorsams.
Die weiteren Symbole gleichen denen des erzbischöflichen Wappens Bergoglios, jedoch mit einigen Unterschieden: Stern und Narden-Blüten sind golden statt silbern; der Stern ist acht- statt fünfzackig. Er symbolisiert Maria (Mutter Jesu), die Narde den heiligen Josef, den Schutzpatron der Kirche. Diese vatikanische Deutung wurde vereinzelt bezweifelt und als Übersetzungsfehler erklärt; die vermeintliche Narde sei eine Tuberose.
Anders als bei Benedikt enthält das Wappen kein Pallium, aber den Wahlspruch des Erzbischofs Bergoglio: Miserando atque eligendo („aus Barmherzigkeit erwählt“). Er bezieht sich auf die Berufung des Matthäus und stammt aus einer Predigt des Beda Venerabilis.

#### Amtseinführung
Am 15. März 2013 rief Franziskus das Kardinalskollegium im Apostolischen Palast mit „Liebe Brüder, los!“ zur brüderlichen, geeinten Verkündigung des Evangeliums auf: „Die christliche Wahrheit ist anziehend und gewinnend, denn sie antwortet auf die tiefen Bedürfnisse des menschlichen Daseins.“
Beim Gottesdienst zur Amtseinführung am 19. März 2013 erhielt er den Fischerring und das Pallium als Zeichen des Petrusdienstes. In seiner Predigt betonte er: „Jesus hat an Petrus auch Macht verliehen. Aber um welche Macht handelt es sich da? […] Er muss das Volk behüten, beschützen, gerade die Armen, die Fremden, die Obdachlosen, die Nackten und die Kranken. Nur wer mit Liebe dient, kann behüten und beschützen.“ Er appellierte an die Verantwortungsträger in Wirtschaft und Politik: „Lasst uns ‚Hüter‘ der Schöpfung, des in die Natur hineingelegten Planes Gottes sein, Hüter des anderen, der Umwelt; lassen wir nicht zu, dass Zeichen der Zerstörung und des Todes den Weg dieser unserer Welt begleiten.“ Solidarität mit den Armen und Bewahrung der Schöpfung wurden als Hauptanliegen der Predigt berichtet.
Teilnehmer waren ohne besondere vatikanische Einladung Vertreter von 180 Staaten, 33 anderen Kirchen und Konfessionen sowie weitere aus anderen Religionen. Erstmals nahm mit Bartholomäus I. ein griechisch-orthodoxer Patriarch von Konstantinopel, der alle orientalischen Kirchen vertritt, an der Amtseinführung eines Papstes teil.
Am 23. März 2013 traf sich Franziskus privat mit Benedikt XVI. in Castel Gandolfo. Gesprächsinhalte gaben sie nicht bekannt. Ein solches Päpstetreffen hatte es seit über 700 Jahren nicht gegeben.

### Pontifikat

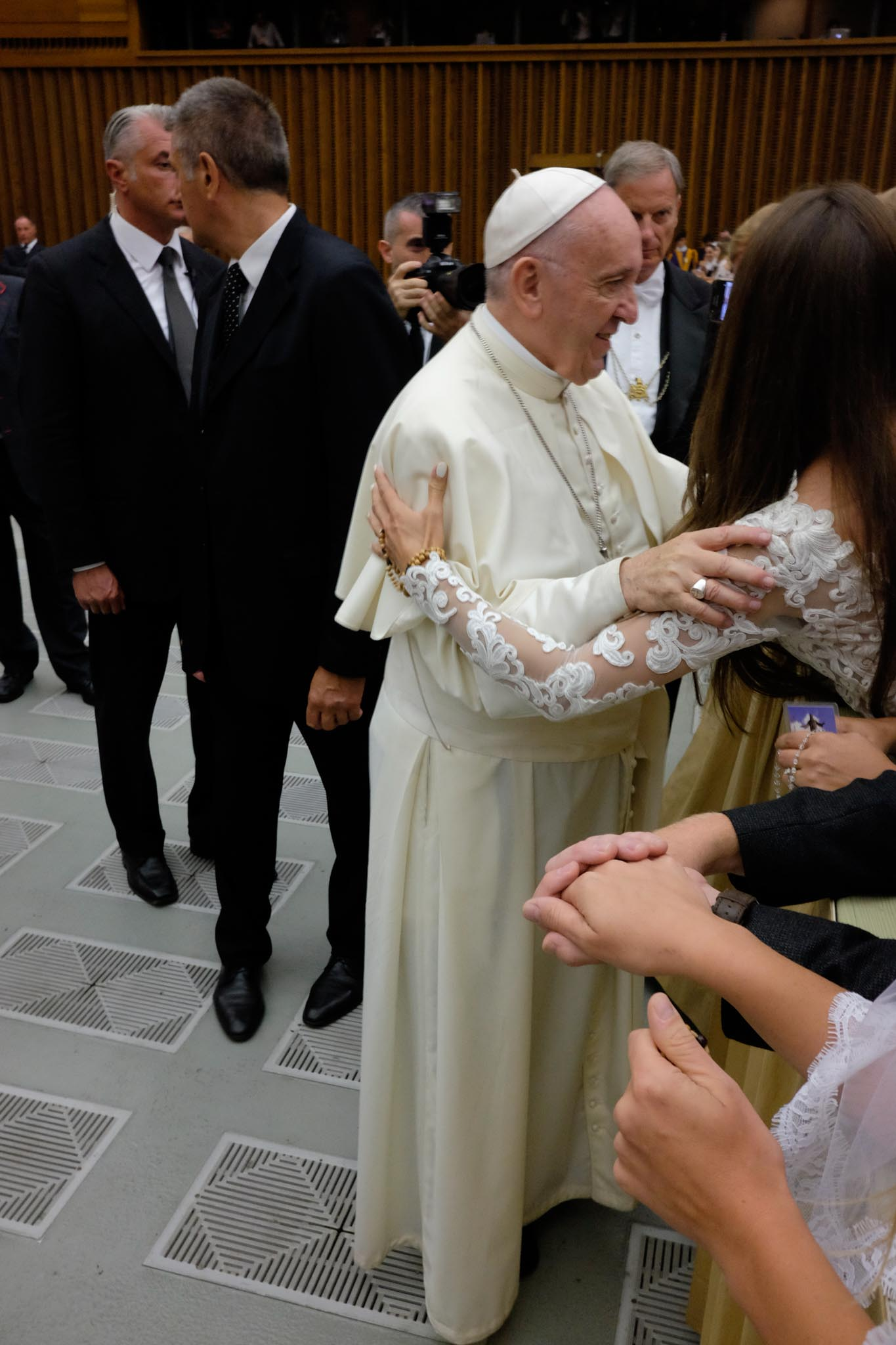
Franziskus bei einer Generalaudienz (2018)

Papst Franziskus war der zweitälteste Papst, dessen Lebensdaten gesichert sind. Im Amt wurde nur Leo XIII. mit 93 Jahren älter; auch Benedikt XVI. wurde älter, war aber mit 85 Jahren zurückgetreten.
Franziskus trat seit seinem Amtsantritt mit besonderen Anliegen, Verhalten und Positionen hervor. Er betonte soziale Gerechtigkeit und hatte eine Reform der Vatikanbank (Istituto per le Opere di Religione) eingeleitet und vertrat in Fragen der Sexualität die Linie seiner Vorgänger. Franziskus war ein ausgesprochener Kritiker des unreglementierten Kapitalismus und des Wirtschaftsliberalismus, des Konsumismus und der Überentwicklung; er befürwortete Maßnahmen gegen die globale Erwärmung.

#### Auftreten und Lebensweise
Franziskus galt als bescheiden, aber auch als entschlossen und durchsetzungsstark. Vor seiner Wahl zum Papst wurde er als „asketischer Mann Gottes“, „eher stiller Intellektueller“, „wortkarg und medienscheu“ und gegenüber der Tagespolitik distanziert beschrieben.
Einige Verhaltensweisen von Franziskus nach seiner Wahl wurden als Zeichen von Demut, Abkehr vom Stil seines Vorgängers gedeutet sowie der Absicht, ein Papst der Armen zu sein und die Kurie zu reformieren. Bei seinem ersten Auftritt auf der Benediktionsloggia des Petersdoms verzichtete er auf das Tragen von Stola und Mozetta, grüßte mit „Brüder und Schwestern, guten Abend“ und bat vor dem Segen Urbi et orbi: „Ehe der Bischof das Volk segnet, bitte ich euch, den Herrn anzurufen, dass er mich segne.“ Er benutzte nicht den vorgesehenen Mercedes mit Chauffeur, sondern einen Bus für die Fahrt zum Abendessen, setzte sich dabei nicht auf den Thronsessel, holte sein Gepäck in der Unterkunft, in der er vor dem Konklave übernachtet hatte, selbst ab, bezahlte sein Zimmer und ging zu Fuß zum Apostolischen Palast.
Anstatt in den Apostolischen Palast umzuziehen, behielt er seine Privatwohnung weiterhin im vatikanischen Gästehaus Santa Marta. Dorthin lud er täglich Gäste zu einer Morgenandacht und einem gemeinsamen Frühstück ein, bevor er zu Fuß in den Palast ging. Die dortige Papstsuite sollte für repräsentative Zwecke genutzt werden. Eigenen Angaben zufolge wollte er wie seine Vorbilder Jesus und Franz von Assisi nicht als Hausherr gelten, sondern als einer, der nie ein eigenes Haus bewohne – als Gast. Nach seiner Wahl zum Papst erklärte Franziskus, dass er die Einsamkeit im Apostolischen Palast fürchte und lieber in Gemeinschaft lebe. Außerdem wolle er keine Verhaltensvorgaben der Kirchenverwaltung oktroyiert bekommen, die es im Palast gebe. Als Papst bezog Franziskus kein Gehalt. Seine Ausgaben wurden von der Kirche gedeckt.
Er trug weiterhin das Brustkreuz aus Eisen aus seiner Kardinalszeit, nicht eines aus Edelmetall. Statt der päpstlichen roten Schuhe trug er orthopädische schwarze Schuhe. Er ließ den von Papst Paul VI. eingeführten, zwischenzeitlich entfernten Volksaltar am 14. März 2013 wieder in der Sixtinischen Kapelle aufstellen und feierte die Messe somit zur Gemeinde gewandt. Vor seiner Amtseinführung fuhr er im offenen Wagen über den Petersplatz. Sein Fischerring bestand nicht aus Gold, sondern aus vergoldetem Silber. Vor dem Empfang der akkreditierten Vatikanbotschafter am 22. März 2013 feierte er mit Reinigungskräften, Gärtnern und Angestellten des Vatikans eine Messe. Er verzichtete mehrfach auf ein erst kurz vor seinem Amtsantritt mit kugelsicherem Panzerglas ausgestattetes Papamobil, benutzte einen geschenkten gebrauchten Renault 4, rief per Telefon Briefschreiber an, besuchte Obdachlose, nahm spontan einen Bekannten im Papamobil mit und umarmte minutenlang einen unheilbar an Neurofibromatose leidenden Mann. Im November 2014 ordnete er an, für die Obdachlosen auf den Straßen rund um den Petersplatz drei Duschen bauen zu lassen. Anlässlich seines 78. Geburtstags ließ Papst Franziskus Hunderte Schlafsäcke an Obdachlose in Rom verteilen. Freiwillige Helfer, unter ihnen Mitglieder der Schweizergarde, verteilten demnach 300 mit dem Papst-Wappen bedruckte Schlafsäcke in der italienischen Hauptstadt.
Als Ergänzung zu anderen Angeboten für Obdachlose, die Papst Franziskus ins Leben gerufen hatte, initiierte er an Pfingsten 2020 einen Krankenwagen mit vatikanischem Autokennzeichen für Bedürftige rund um den Vatikan. Franziskus lud außerdem mehrfach Häftlinge zum Essen ins Gästehaus Santa Maria ein.
Franziskus war seit seiner Bischofszeit Ehrenmitglied des argentinischen Fußball-Erstligisten CA San Lorenzo de Almagro und seit 2014 des deutschen Fußball-Drittligisten TSV 1860 München. Seine literarischen Vorlieben galten Friedrich Hölderlin, Jorge Luis Borges und Fjodor Michailowitsch Dostojewski. Er schätzte die Filme des italienischen Neorealismus. Er mochte die Oper und galt als guter Schwimmer, Tangotänzer und Koch.
Im Dezember 2023 wurde bekannt, dass Franziskus ohne große Zeremonien und außerhalb des Vatikans beerdigt werden wolle, und zwar wegen seiner Verehrung für Maria in der Basilika Santa Maria Maggiore, der größten der Gottesmutter gewidmeten Kirche in Rom.

#### Bischof von Rom
Direkt nach seiner Papstwahl hob Franziskus mit dem Satz „Die Diözese Rom hat nun ihren Bischof“ sein Amt als „Bischof von Rom“ hervor, das er zugleich mit dem Papstamt bekleidet und das dieses kirchenrechtlich begründet. Er unterstrich dies durch eine Fürbitte in Santa Maria Maggiore in der römischen Innenstadt.
Am 8. April 2013 nahm er die Lateranbasilika, seinen Bischofssitz, mit dem Kreuzstab Pauls VI. in Besitz, den Benedikt XVI. seit 2008 nicht mehr verwendet hatte. Dabei ließ er sich als Nachfolger Petri begrüßen, der alle Brüder in der Glaubenswahrheit stärke, in „Liebe“ allen Kirchen vorsitze und mit „sicherer Sanftheit“ alle auf den Weg der Heiligkeit führe. Er sprach das Hochgebet in der Ortssprache Italienisch. Dies wurde als sein Selbstverständnis gedeutet, Macht und Lehrautorität anders als frühere Päpste, aber ähnlich wie Paul VI. nicht in den Vordergrund zu rücken. Franziskus stellt den Primat des Papstes jedoch nicht in Frage: Er verstehe sich nicht als erster Bischof unter Gleichen (primus inter pares), wolle aber mit dem Titel „Bischof von Rom“ die Ökumene fördern.
Am 23. Mai 2013 bestätigte er den von Benedikt XVI. ernannten Kardinal Agostino Vallini als Kardinalvikar der Diözese Rom. Am 28. September 2013 setzte er einen achtköpfigen „Kardinalsrat“ ein, der ihm bei der „Regierung der Weltkirche“ helfen und mit ihm ein „Revisionsprojekt für die apostolische Konstitution Pastor Bonus über die römische Kurie“ ausarbeiten solle. Der Kardinalsrat unter Leitung von Óscar Rodríguez Maradiaga tagte erstmals vom 1. bis 3. Oktober 2013. Am 31. August 2013 nahm Franziskus das Rücktrittsgesuch des Kardinalstaatssekretärs Tarcisio Bertone zum 16. Oktober 2013 an und ernannte den Vatikandiplomaten Pietro Parolin zu dessen Nachfolger.

#### Reformen im Vatikan
Am 20. April 2013 kürzte Franziskus den Jahreszuschuss für die fünf Kardinäle, die das Istituto per le Opere di Religione (IOR, „Vatikanbank“) verwalten, und Sondergratifikationen für Vatikanangestellte zum Pontifikatswechsel. Der eingesparte Betrag soll für soziale Projekte verwendet werden. Er entließ den wegen Geldwäsche- und Korruptionsverdachts verhafteten Leiter der Güterverwaltung des Apostolischen Stuhls, Nunzio Scarano, ersetzte den zurückgetretenen Chef des IOR Paolo Cipriani übergangsweise durch Ernst von Freyberg und setzte eine Kommission ein, die die Bank bis Oktober 2013 reformieren sollte. Das Finanzberatungsunternehmen Promontory Financial Group wurde beauftragt, eine umfassende Untersuchung aller Kundenkontakte des IOR auf Geldwäsche durchzuführen. Anfang August 2013 stellte der Staatsanwalt des Heiligen Stuhls wegen dieser Geldwäscheaffäre zum ersten Mal in der Geschichte ein Rechtshilfeersuchen an die Republik Italien.
Im Januar 2014 beendete Franziskus die Vergabe der päpstlichen Ehrentitel Apostolischer Protonotar und Ehrenprälat Seiner Heiligkeit, die er seit seiner Wahl zum Papst ausgesetzt hatte. Zudem begrenzte er die Vergabe des Titels Ehrenkaplan Seiner Heiligkeit bzw. Monsignore auf verdiente, mindestens 65 Jahre alte Geistliche. Die bereits vergebenen Titel blieben erhalten.
Am 24. Februar 2014 ließ Franziskus einen fünfzehnköpfigen, von einem Kardinal geleiteten „Wirtschaftsrat“ für die finanziellen und administrativen Aktivitäten der Kurie, des Heiligen Stuhls und der Vatikanstadt sowie ein ihm direkt unterstelltes „Wirtschaftssekretariat“ zu dessen Kontrolle einrichten. Zudem kündigte er die Ernennung eines „Generalrevisors“ an, der die Rechnungsprüfung des Wirtschaftsrates durchzuführen habe.
Mit der Einrichtung des Dikasteriums für Laien, Familie und Leben zum 1. September 2016 sowie des Dikasteriums für die ganzheitliche Entwicklung des Menschen zum 1. Januar 2017 löste Franziskus insgesamt sechs vorher bestehende päpstliche Räte auf. Ihre Aufgabenbereiche wurden in die neuen Dikasterien eingegliedert.
Am 19. März 2022 veröffentlichte Franziskus die Apostolische Konstitution Praedicate Evangelium, die am Pfingstsonntag, 5. Juni 2022 in Kraft trat. Sie regelt die Struktur der Kurie, darunter die Zuschnitte der Dikasterien, Justiz- und Wirtschaftsorgane sowie der Büros des Heiligens Stuhls und ersetzt die seit 1988 geltende Apostolische Konstitution Pastor Bonus. Die Dikasterien können künftig auch von Laien beiderlei Geschlechts geleitet werden. Diese Änderung fand erstmals bei der Ernennung von Raffaella Petrini zur Präsidentin des Governatorats der Vatikanstadt im Februar 2025 Anwendung. Hierfür musste auch das Grundgesetz des Staates der Vatikanstadt geändert werden, da bisher nur Kardinäle zu diesem Amt bestellt werden konnten.
Im Jahr 2023 setzte Franziskus der vier Jahrzehnte langen, ab 1981 bestandenen, konservativen Führung des Dikasteriums für die Glaubenslehre ein Ende, indem er den als liberal beschriebenen Víctor Fernández zum Präfekten des Dikasteriums ernannte. Laut Franziskus habe das Dikasterium in der Vergangenheit „unmoralische Methoden verwendet“ und zu sehr „mögliche Abweichungen von der Doktrin verfolgt“.
Im Jahr 2024 vereinfachte Franziskus Regeln und Rituale für päpstliche Bestattungen. Beginnend mit seiner eigenen Bestattung sollen Päpste nicht mehr in drei ineinanderpassenden Särgen aus Zypresse, Blei und Eiche bestattet werden, sondern in einem einzigen Holzsarg. Die Aufbahrung von Päpsten soll ohne Katafalk erfolgen. Das vereinfachte Ritual solle zeigen, dass das Begräbnis eines Papstes „das eines Hirten und Jüngers Christi ist und nicht das eines mächtigen Mannes dieser Welt“.

#### Kirche
Franziskus kritisierte in der Generalkongregation vor dem Konklave „kirchliche Selbstbezogenheit“ und „theologischen Narzissmus“. Die Kirche habe das Evangelium zu verkündigen; Jesus Christus selbst bewege sie dazu. Die Evangelisierung setze „apostolischen Eifer“ und „kühne Redefreiheit“ voraus, damit die Kirche „aus sich selbst herausgeht“ bis an die „Grenzen menschlicher Existenz“: „die des Mysteriums der Sünde, des Schmerzes, der Ungerechtigkeit, der Ignoranz, der fehlenden religiösen Praxis, des Denkens und jeglichen Elends“. Eine egozentrische Kirche beanspruche „Jesus für ihr Eigenleben und lässt ihn nicht nach außen treten“. Eine Kirche, die glaube, dass sie schon das eigentliche Licht sei, höre auf, „das Geheimnis des Lichts“ zu sein, und lebe nur noch, „um die einen oder anderen zu beweihräuchern“. Am 17. März 2013 bekräftigte er: „Ich möchte eine arme Kirche für die Armen.“ Die Kirche sei aber nicht politisch, sondern im Kern spirituell. Die Katholiken müssten missionarisch sein, sich auch um das Wohl der Menschen kümmern und „wie ein Feldlazarett nach einer Schlacht“ zuerst die „sozialen Wunden“ heilen. Dies müsse durchgehend Vorrang vor engen sexualethischen Fragen erhalten. Die Gläubigen wollten Hirten, keine „Funktionäre oder Staatskleriker“: Dies wurde als Kritik an der Kurie und Reformabsicht an ihr verstanden.
Als Kardinal hatte Bergoglio 2010 den Zölibat, die pflichtgemäße Ehelosigkeit katholischer Priester, nicht als Glaubensartikel, sondern als untergeordnete Norm bezeichnet. Er hielt eine Erlaubnis für regionale Ausnahmen vom Zölibat aus kulturellen Gründen für denkbar, schloss aber eine allgemeine Aufhebung aus. Als Papst bekräftigte er im Juli 2013, dass er wie sein Vorgänger die Frauenordination ablehne. Er wolle aber die Rolle der Frauen in der Kirche theologisch stärken. Am 8. Oktober 2013 berief er eine Bischofssynode zum Thema „pastorale Herausforderungen der Familie im Rahmen der Evangelisierung“ vom 5. bis 19. Oktober 2014 ein.
Am 28. März 2014 beichtete Franziskus wie ein einfacher Gläubiger im Petersdom und nahm dann zusammen mit 60 anderen Priestern Gläubigen die Beichte ab. In einer Predigt ermutigte er die Katholiken angesichts der rückläufigen Beichtpraxis zur regelmäßigen Beichte und mahnte die Priester, ihre Rolle zur Heilung und Lossprechung wahrzunehmen und Hemmnisse ihnen gegenüber abzubauen. Am 27. April 2014 erhob Franziskus auf dem Petersplatz in Rom seine Vorgänger Johannes XXIII. und Johannes Paul II. zur Ehre der Altäre. Er würdigte Johannes XXIII. für seinen Mut, das Zweite Vatikanische Konzil durchzusetzen, und Johannes Paul II. als „Papst der Familie“. Beide hätten die „Kirche entsprechend ihrer ursprünglichen Gestalt“ wiederhergestellt und aktualisiert.
Am 13. März 2015 kündigte Franziskus ein außerordentliches Heiliges Jahr der Barmherzigkeit an, das vom 8. Dezember 2015 bis zum 20. November 2016 gefeiert wurde.
Franziskus hat die kirchliche Mitwirkung an Hexenverfolgungen und Ketzerverbrennungen als Unrecht angeprangert.
Oft seien in der Geschichte Menschen getötet und verurteilt worden, „obwohl sie unschuldig waren: verurteilt mit dem Wort Gottes gegen das Wort Gottes“, sagte er in seiner Morgenmesse am 11. April 2016 im Vatikan. Die Beschuldigten seien verbrannt worden, weil sie sich nach Meinung der Richter nicht dem Wort Gottes anpassten. Vom 21. bis 24. Februar 2019 hatte Papst Franziskus erstmals alle Vorsitzenden der 114 Bischofskonferenzen weltweit und weitere rund 70 Teilnehmer zu einer Konferenz über den sexuellen Missbrauch in der Kirche einberufen. Zweck des Treffens war es, das gemeinsame Bewusstsein dafür zu schärfen, dass es sich bei sexuellem Missbrauch um ein Verbrechen handelt. Zum Abschluss der viertägigen Konferenz sagte der Papst: „Kein Missbrauch darf jemals mehr vertuscht werden, wie dies in der Vergangenheit üblich war.“
Im Oktober 2021 eröffnete Franziskus eine bis 2024 stattfindende Weltbischofssynode.
Im Konsistorium am 27. August 2022 ernannte Franziskus nach Einschätzung von Journalisten „reformorientierte“ Bischöfe zu Kardinälen; bei der Auswahl der Bischöfe habe er außerdem Wert darauf gelegt, dass die römisch-katholische Kirche durch die Ernennungen internationaler wird. So ernannte Franziskus erstmals Bischöfe aus vergleichsweise kleinen römisch-katholischen Diözesen in Ost-Timor, Paraguay, Singapur und Korea zu Kardinälen, dazu den Apostolischen Präfekten von Ulaanbaatar (Mongolei). Mit der Ernennung im August 2022 hat Franziskus einen Großteil der papstwahlberechtigten (unter 80-jährigen) Kardinäle selbst ernannt. Am 3. September 2022 nahm Franziskus personelle Änderungen in der Führung des Malteserordens vor. Im November 2022 fand der turnusmäßige Ad-limina-Besuch der etwa 70 deutschen Bischöfe und Kardinäle statt. Zuvor hatte er die Reformideen der deutschen Katholiken ablehnend kommentiert: „Deutschland hat bereits eine große evangelische Kirche, ich möchte keine weitere.“ Im November 2022 entband Franziskus die gesamte Führungsebene von Caritas Internationalis von deren Aufgaben und setzte eine kommissarische Leitung an die Spitze der Hilfsorganisation. Als Begründung seines Dekrets wurde angegeben, Managementnormen und -verfahren verbessern zu wollen. Franziskus hat 2022 die Personalprälatur Opus Dei herabgestuft, indem sie dem Dikasterium für den Klerus unterstellt und die Überarbeitung der Statuten angeordnet wurde. Ihr Leiter erhält künftig keine Bischofsweihe mehr. Auch darf Opus Dei seine Arbeit in den Diözesen nicht mehr ohne die Zustimmung des dortigen Bischofs aufnehmen.

#### Staat
Franziskus bejahte eine Laizität des Staates, sofern dieser sich nicht feindlich gegenüber der Religiosität verhalte und Religionen nicht aus dem sozialen Bereich ausschließe. Staatliche Laizität begünstige das friedliche Miteinander der Religionen, wenn der Staat die religiöse Dimension in der Gesellschaft achte und ihre konkreten Äußerungen fördere, ohne sich mit einer bestimmten Konfession zu identifizieren.

#### Armut und soziale Gerechtigkeit

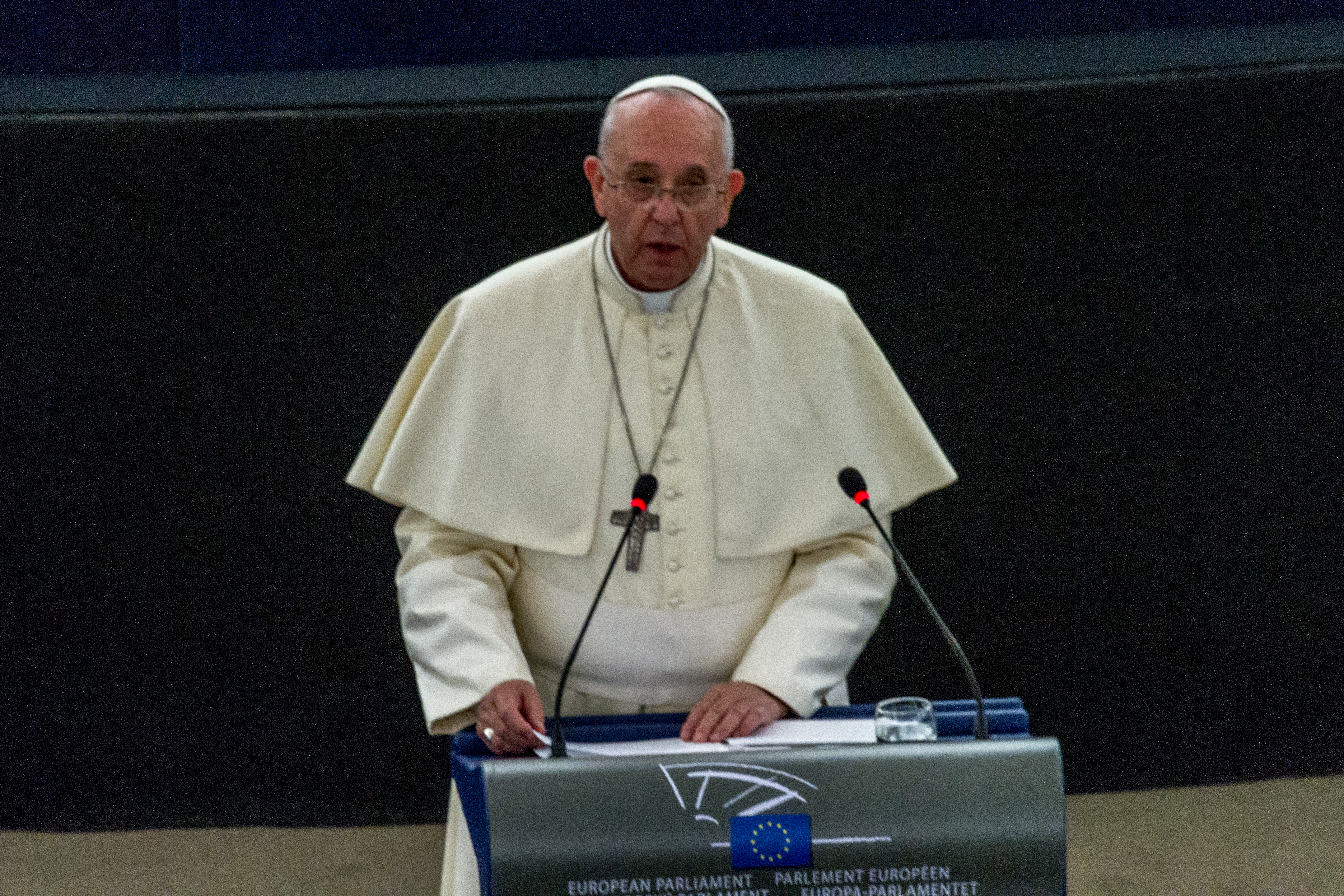
Franziskus im EU-Parlament in Straßburg (2014)

Wegen seines jahrzehntelangen Eintretens für die Armen erwarteten Befreiungstheologen, Vertreter kirchlicher Hilfswerke und Historiker von Franziskus erhebliche Kirchenreformen, starke Solidarität mit Randgruppen und eine scharfe Kritik am neoliberalen Wirtschaftsmodell. Er sei aber „kein Vertreter einer Strömung, die tiefgreifende Veränderungen der sozialen Strukturen vorantreiben möchte“.
Im Juli 2013 besuchte Franziskus bei seiner ersten Fernreise und als erster Papst die italienische Mittelmeerinsel Lampedusa und das dortige Aufnahmelager für Armutsflüchtlinge aus Afrika. Er bat um Vergebung für die im Jahresdurchschnitt 1500 bei Überfahrten ertrunkenen Bootsflüchtlinge und kritisierte die „Globalisierung der Gleichgültigkeit“ gegenüber diesem Elend.
Beim Weltjugendtag 2013 in Rio de Janeiro rief er in einer Favela zur Überwindung von sozialer Ausgrenzung auf, lehnte die Legalisierung von Drogen ab und kritisierte Polizeieinsätze zur gewaltsamen Befriedung von Protesten. In Gottesdiensten rief er kirchliche Amtsträger mit einem Zitat Mutter Teresas dazu auf, „Christus in den Armen zu dienen“, Elendsviertel aufzusuchen, Jugendliche einzuladen, Christus auch an den Rändern der Gesellschaft zu folgen und eine „Kultur der Begegnung“ statt der von „Wegwerfmentalität“ geprägten Kultur aufzubauen. Die Jugend rief er dazu auf, sich einzumischen, als christliche Antwort auf die sozialen und politischen Unruhen eine gerechte, solidarische Welt zu bauen und dazu notfalls auch in ihren Diözesen für Unruhe zu sorgen.
Am 4. Oktober 2013 besuchte Franziskus Assisi. Im Bischofshaus forderte er im Beisein des Kardinalrats von der Kirche, wie Franz von Assisi einen „Weg der Armut“ zu gehen. Nicht zum Verzicht bereite Gläubige seien „Zuckerbäcker-Christen mit schönen Torten, aber keine wahren Christen“. Die Kirche müsse alles Handeln unterlassen, das nicht „für Gott und von Gott“ sei, also Angst loswerden, Tore öffnen und den Ärmsten begegnen. Er erinnerte dabei auch an den Einsatz von Bischof Giuseppe Placido Nicolini für verfolgte Juden Assisis in der NS-Zeit. Vor 50.000 Besuchern, darunter dem italienischen Ministerpräsidenten Enrico Letta, erinnerte er: Die Begegnung mit Jesus habe Franz von Assisi zur Aufgabe seines „gutsituierten Lebens ohne Sorgen“ gebracht, um radikal „Christus nachzuahmen“. Sein Friede sei „keine Gefühlsduselei“ und keine pantheistische Harmonie. Er bat um ein Ende aller bewaffneten Konflikte und forderte dazu auf, die Schreie der Leidenden und Sterbenden, etwa im Nahen Osten, zu hören.
In seinem Lehrschreiben Evangelii Gaudium (Abschnitte 53–60) entfaltete Franziskus eine Kritik der gegenwärtigen freien Marktwirtschaft: „Diese Wirtschaft tötet.“ Gemäß Gottes Gebot „Du sollst nicht töten“ müsse die Kirche dem Grenzen setzen: „Nein zu einer Wirtschaft der Ausschließung“, „Nein zur neuen Vergötterung des Geldes“, „Nein zu einem Geld, das regiert, statt zu dienen“, „Nein zur sozialen Ungleichheit, die Gewalt hervorbringt“. Die Kriterien der Konkurrenzfähigkeit und das „Gesetz des Stärkeren“ hätten große Bevölkerungsanteile von Arbeit und Lebensperspektiven ausgeschlossen. Der Mensch werde nur noch als Konsumgut behandelt und daher nicht bloß ausgebeutet und unterdrückt, sondern wie Müll weggeworfen. Die „Überlauf“-Theorie, wonach Wirtschaftswachstum von allein mehr Gleichheit und soziale Einbindung bewirke, sei empirisch nie bestätigt worden. Die entstandene „Globalisierung der Gleichgültigkeit“ mache unfähig zum Mitgefühl gegenüber dem Leiden anderer und zur Fürsorge. Die tiefste Ursache der gegenwärtigen Finanzkrise sei, dass die Vorherrschaft des Geldes akzeptiert und der Vorrang des Menschen geleugnet werde. Ideologien, die die absolute Autonomie der Märkte und Finanzspekulation verteidigen und jede staatliche Kontrolle ablehnten, hätten eine wachsende Kluft zwischen den Einkommen und eine neue unsichtbare Tyrannei erzeugt. Schulden, deren Zinsen, Korruption und Steuerhinterziehung hätten weltweite Ausmaße angenommen. In diesem System sei „alles Schwache wie die Umwelt wehrlos gegenüber den Interessen des vergötterten Marktes, die zur absoluten Regel werden.“ Dahinter stehe die Ablehnung Gottes, weil Gott nicht von den Marktgesetzen kontrollierbar und manipulierbar sei, „da er den Menschen zu seiner vollen Verwirklichung ruft und zur Unabhängigkeit von jeder Art von Unterjochung“. Die ökonomisch erzeugte soziale Ungleichheit bewirke ihrerseits Gewalt, „weil das gesellschaftliche und wirtschaftliche System an der Wurzel ungerecht ist“: „Das in den ungerechten Gesellschaftsstrukturen kristallisierte Böse ist der Grund, warum man sich keine bessere Zukunft erwarten kann.“ Diese Passagen lösten eine Debatte in einigen westlichen Gesellschaften aus.
Franziskus hat sich, genauso wie Johannes Paul II., offen gegen die Mafia gestellt. Bei einem Besuch in Kalabrien im März 2014 hat er gegen Italiens Mafiosi ein Zeichen gesetzt. Im Juni 2014 bekräftigte Franziskus erneut seine diesbezügliche Haltung mit markanten Worten.
Im Februar 2025 kritisierte Papst Franziskus in einem Schreiben an die Bischofskonferenz der Vereinigten Staaten scharf die Pläne von Massenabschiebungen, die Präsident Donald Trump zu Beginn seiner zweiten Amtszeit angekündigt hatte. Er verwies auf die Bibel, insbesondere auf den Weg des Volkes Israel von der Sklaverei zur Freiheit als auch die Flucht der heiligen Familie nach Ägypten. Die Abschiebung von Menschen, so Franziskus, die ihre Heimat aufgrund extremer Armut, Unsicherheit, Ausbeutung, Verfolgung oder gravierenden Umweltproblemen verlassen hätten, verletze die Würde vieler Männer und Frauen sowie ganzer Familien. Das wahre Gemeinwohl werde gefördert, wenn Gesellschaft und Regierung unter strikter Achtung der Rechte aller „die Schwächsten, Schutzlosesten und Verwundbarsten willkommen heißen, schützen, fördern und integrieren“.

#### Umwelt, Klima und Bewahrung der Schöpfung
Zum Weltumwelttag der Vereinten Nationen am 5. Juni 2013 appellierte Franziskus, der „Verschwendung und Vernichtung von Lebensmitteln Einhalt zu gewähren“. Er kritisierte die allgemeine Denkweise der „Wegwerfkultur“ und die Macht des Geldes – nicht der Mensch, sondern das Geld regiert. Er appellierte, der Kultur des Verschwendens und Wegwerfens entgegenzuwirken. In einer Rede vor brasilianischen Verantwortungsträgern aus Politik und Gesellschaft rief Franziskus im Juli 2013 zum Schutz des Amazonas auf.
Am 18. Juni 2015 veröffentlichte der Vatikan die Enzyklika Laudato si’, die sich maßgeblich mit dem Umwelt- und Klimaschutz befasst sowie mit Problemen, die durch Ignorieren ökologischer Zusammenhänge verschärft werden wie sozialer Ungerechtigkeit oder Erschöpfung der natürlichen Ressourcen. Gestützt auf wissenschaftliche Erkenntnisse nannte er den Menschen als Hauptverursacher der globalen Erwärmung und vieler weiterer Umweltprobleme. Er forderte einen Ausstieg aus der Nutzung Fossiler Energieträger, insbesondere Kohle und Erdöl, und erklärte die Energiewende, d. h. den Übergang zu nachhaltigen Energiegewinnung in Form von erneuerbaren Energien, zu einer moralischen Notwendigkeit. Zugleich sprach er sich gegen marktbasierte Klimaschutzinstrumente wie den Emissionsrechtehandel aus, da er sie für ungeeignet hält, den grundlegenden Wandel zu bewirken, den die gegenwärtigen Probleme erforderten. Zudem kritisiert er die Plünderung von wertvollen Ressourcen für wirtschaftliche Tätigkeiten und kritisiert den hierdurch verursachten Verlust an Biodiversität, wodurch Spezies und ihre Gene, die in Zukunft wertvolle Ressourcen z. B. für medizinische Zwecke darstellen könnten, unwiederbringlich verloren gingen.
Im September 2017, kurz nachdem die Hurrikans Irma und Harvey große Verwüstungen in der Karibik und den USA verursacht hatten, kritisierte Franziskus Leugner des menschengemachten Klimawandels. Klimawandelleugner sollten „bitte zu den Wissenschaftlern gehen und sich bei ihnen informieren“, diese würden sich „sehr klar und präzise“ ausdrücken. Zudem äußerte er, man müsse schon „dumm“ und „stur“ sein, um den Klimawandel zu leugnen, was als indirekte Anspielung auf den amerikanischen Präsidenten Donald Trump interpretiert wurde.
Im Juni 2019 hat Franziskus den globalen „Klimanotstand“ ausgerufen und erklärt, dass ein Versäumnis zur Treibhausgas-Reduzierung beizutragen, „ein brutaler Akt der Ungerechtigkeit gegenüber den Armen und künftigen Generationen“ wäre.
In einem Fernsehinterview forderte Franziskus im Februar 2022 den Stopp der Vermüllung der Ozeane und berichtete von italienischen Fischern, die ihn auf dieses Problem hingewiesen hätten.
Franziskus veröffentlichte im Vorfeld der UN-Klimakonferenz in Dubai 2023 das Apostolische Schreiben Laudate Deum, in welchem er sich gegen die Klimawandelleugnung und für eine wirksame Bekämpfung der Klimakrise ausspricht. Anfang November 2023 kündigte er seine Teilnahme an der Weltklimakonferenz an – als erster Papst.

#### Schwangerschaftsabbruch und Leihmutterschaft
Franziskus war prinzipieller Gegner des Schwangerschaftsabbruches. Als Kardinal widersprach er 2012 öffentlich einem Urteil des obersten Gerichtshofs Argentiniens, das Schwangerschaftsabbrüche nach einer Vergewaltigung straffrei gestellt hatte, und entsprechenden Anschlussregelungen in Buenos Aires. Er vertrat die katholische Unzulässigkeit des Gebrauchs von Methoden der künstlichen Verhütungsmittel. Nach einem Bericht soll er aber Präservative zur Verhinderung von epidemischen Krankheiten wie HIV ausnahmsweise erlaubt haben (wie bereits Benedikt XVI.).
Am 10. Oktober 2018 verglich Papst Franziskus während seiner wöchentlichen Generalaudienz auf dem Petersplatz den Schwangerschaftsabbruch mit einem Auftragsmord: „Einen Menschen zu beseitigen ist wie die Inanspruchnahme eines Auftragsmörders, um ein Problem zu lösen“, so der Papst. Diese Meinung wiederholte er Anfang Juli 2022 nach dem Urteil des Supreme Court.
Im Juni 2022 und bei einer Audienz zum neuen Jahr 2024 im Vatikan vor akkreditierten Botschaftern nannte Franziskus Leihmutterschaft unmenschlich bzw. verwerflich und forderte ein weltweites Verbot: „Ein Kind ist immer ein Geschenk und niemals ein Vertragsgegenstand. Ich plädiere daher dafür, dass sich die internationale Gemeinschaft für ein weltweites Verbot dieser Praxis einsetzt.“

#### Sexualität
Franziskus setzte die Maßnahmen Benedikts XVI. gegen katholische Kleriker fort, die sexuellen Missbrauch begangen haben: Wie zuvor sollten Priester unter den Tätern nicht nur versetzt, sondern aus dem kirchlichen Dienst entlassen werden. Dazu wies er den Präfekten der Glaubenskongregation Gerhard Ludwig Müller im April 2013 an. Diese Linie hatte er schon 2012 vertreten. Im Jahr 2014 setzte er die Päpstliche Kommission für den Schutz von Minderjährigen ein.
Bergoglio war seit 2010 als strikter Gegner der gleichgeschlechtlichen Ehe und Befürworter der gleichgeschlechtlichen Lebenspartnerschaft bekannt. Er lehnte die Adoption von Kindern durch homosexuelle Partner als „Diskriminierung“ dieser Kinder ab. Im Juli 2013 erklärte er auf die Frage, wie er mit der „Gay-Lobby“ umgehen wolle: „Wenn einer Gay ist und den Herrn sucht und guten Willen hat – wer bin dann ich, ihn zu verurteilen?“ Nach dem Katechismus der Katholischen Kirche dürften solche Personen nie ausgegrenzt, sondern müssten in die Gesellschaft integriert werden; „sie sollen Brüder sein“. Nicht eine homosexuelle Neigung, sondern die Lobbybildung Homosexueller sei für ihn ein ernstes Problem. Lobbys seien schlecht. Kenner erwarteten deshalb einen toleranteren Umgang der katholischen Kirche mit homosexuellen Priestern, aber keine Änderung der kirchlichen Lehre, wonach praktizierte Homosexualität Sünde sei. Im März 2014 erklärte Franziskus, die Kirche müsse staatliche Regelungen im Hinblick auf homosexuelle Lebenspartnerschaften evaluieren (z. B. im Hinblick auf Krankenversicherung). Ihre Gleichstellung im Eherecht lehnte er weiterhin ab.
Im September 2013 erklärte Franziskus: „Wir können uns nicht nur mit der Frage um den Schwangerschaftsabbruch befassen, mit homosexuellen Ehen, mit den Verhütungsmethoden. […] Die Kirche hat sich manchmal in kleine Dinge einschließen lassen, in kleine Vorschriften. Diener dieser Kirche sollten aber vor allem Diener der Barmherzigkeit sein.“ Damit betonte er den Vorrang sozialethischer vor sexualethischen Fragen in der Kirche.
Während des Rückflugs von seiner Philippinen-Reise wurde der Papst unter anderem auf das Thema Kontrazeption angesprochen. Franziskus’ Antwort auf diese Frage lautete: „Einige glauben – entschuldigt den Ausdruck – dass wir, um gute Katholiken zu sein, wie die Kaninchen sein müssen. Nein. Verantwortliche Elternschaft, die muss man suchen. Und ich kenne viele erlaubte Methoden, die dabei geholfen haben.“
Im Januar 2015 traf sich Franziskus in einer inoffiziellen Audienz als erster Papst mit einem Transmann, dem Spanier Diego Neria Lejárraga, und kurze Zeit später auch mit einer von der Ordensschwester Jeannine Gramick geleiteten Pilgergruppe von ca. 50 amerikanischen homosexuellen Katholiken.
Im Juni 2016 forderte Franziskus seine Kirche auf, sich für die Ausgrenzung und Diskriminierung Homosexueller zu entschuldigen. Im Oktober 2016 erklärte er, Transgeschlechtliche dürften nicht ausgegrenzt werden, sie sollten „… von den Gemeinden integriert, begleitet und ‚näher zu Gott‘ geführt werden. … Genau das würde Jesus heutzutage tun.“ In dem im Oktober 2020 uraufgeführten Dokumentarfilm Francesco des Regisseurs Jewgeni Afinejewski über Leben und Wirken des Papstes sprach sich Franziskus für eingetragene Partnerschaften und die damit verbundene rechtliche Anerkennung und Absicherung homosexueller Paare aus: „Sie sind Kinder Gottes und haben das Recht auf eine Familie. Niemand sollte wegen so etwas ausgeschlossen oder unglücklich werden.“ Im Januar 2023 sprach sich der Papst gegen die Kriminalisierung von Homosexualität aus; die Kirche müsse sich für die Abschaffung von Gesetzen einsetzen, die Homosexualität kriminalisieren. Homosexualität sei keine Straftat. Man müsse zwischen Straftat und Sünde unterscheiden. Es sei jedoch auch Sünde, Nächstenliebe vermissen zu lassen. Im Dezember 2023 genehmigte Franziskus einen Entscheid des Dikasteriums für die Glaubenslehre, die Segnung unverheirateter und homosexueller Paare außerhalb des Gottesdienstes zu erlauben.

#### Ökumene und interreligiöser Dialog

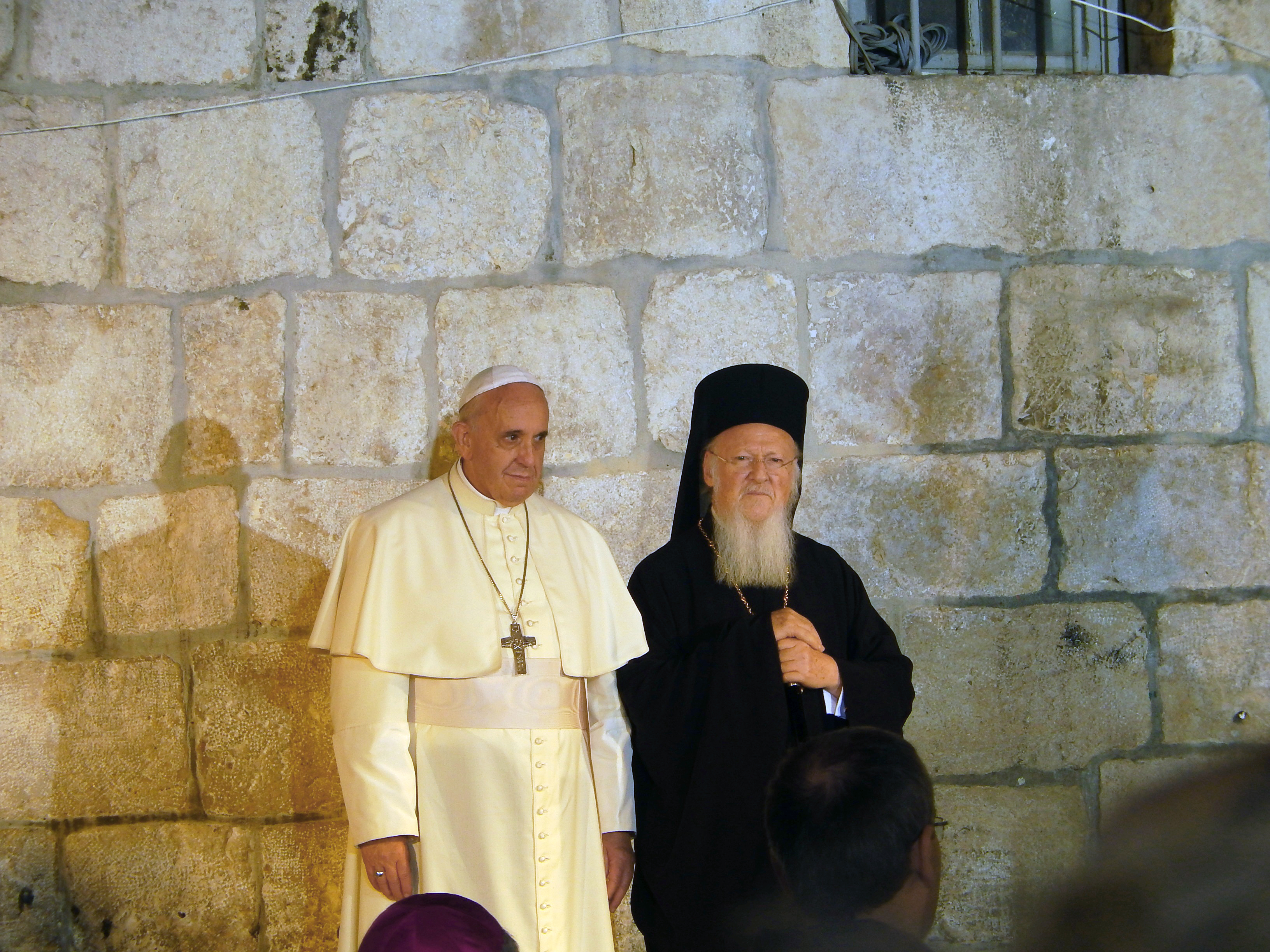
Papst Franziskus mit Patriarch Bartholomeos I. in der Grabeskirche, 2014

Vor Vertretern anderer Kirchen und Religionen am 19. März 2013 bekräftigte Franziskus, er werde den ökumenischen und interreligiösen Dialog im Geist des Zweiten Vatikanischen Konzils fortsetzen. Die Anhänger aller Religionen könnten gemeinsam viel zur Bewahrung der Schöpfung, für die Armen und den Weltfrieden tun.
Am 22. März 2013 betonte Franziskus gegenüber dem Diplomatischen Korps: Seine Kirche erstrebe das Wohl jedes Menschen, Hilfe für Notleidende in jedem Winkel der Erde. Die besonders in reichen Staaten verbreitete „Diktatur des Relativismus“ (Benedikt XVI.) gefährde das Zusammenleben. Ohne Wahrheit gebe es keinen Frieden, weil dann jeder nur sein Recht fordere, ohne sich um das gemeinsame Wohl allen Lebens zu kümmern. Er wolle durch den Dialog „Brücken zu Gott und zwischen den Menschen“ bauen, um Feindschaft und Konkurrenz durch Brüderlichkeit zu überwinden. Dafür sei der Dialog zwischen den Religionen, besonders mit dem Islam und Nichtgläubigen, zu verstärken.
Beim 2013 stattgefundenen Empfang des Erzbischofs von Canterbury Justin Welby in Rom sprach der Papst von der Notwendigkeit der Zusammenarbeit von Katholiken und Anglikanern, obwohl die Schwierigkeiten im ökumenischen Dialog größer geworden sind. Zur nach Rom angereisten Delegation des Weltkirchenrats, angeführt von Olav Fykse Tveit, sprach Franziskus davon, dass die Trennung der Christen nicht einfach als historische Tatsache akzeptiert werden dürfe.
Der erste Auslandsbesuch des Patriarchen von Alexandrien und koptisch-orthodoxen Papsts Tawadros II. führte 2013 in den Vatikan. Die beiden Kirchenoberhäupter würdigten den 40. Jahrestag der Konsenserklärung von 1973, mit der die rund 1500 Jahre währende gegenseitige Verurteilung von katholischen und koptischen Christen als Häretiker aufgehoben wurde.
Anlässlich des Gedenkjahres „125 Jahre Utrechter Union“ empfing Papst Franziskus im Oktober 2014 die Bischofskonferenz der Altkatholischen Kirche unter Vorsitz des Erzbischofs von Utrecht Joris Vercammen in einer Privataudienz. Der Heilige Vater hob in seiner Ansprache die Rolle der Internationalen Römisch-Katholisch – Altkatholischen Dialogkommission (IRAD) positiv hervor und rief dazu auf, dass Katholiken und Altkatholiken angesichts der spirituellen Krise in Europa vermehrt zusammenarbeiten sollten.
Im November 2014 besuchte Papst Franziskus den Ökumenischen Patriarchen von Konstantinopel Bartholomeos I. anlässlich des Andreasfestes in dessen Istanbuler Amtssitz Phanar, im persönlichen Gespräch wurde die große Verbundenheit von katholischer und orthodoxer Kirche betont. Ausdrücklich wurde darauf hingewiesen, dass seit der 1965 erfolgten Aufhebung der gegenseitigen Exkommunikation große Fortschritte in der Verständigung erzielt werden konnten, wenngleich einige Themen noch nicht konsensfähig sind. In den Gesprächen der bilateralen Kommission gab es unter anderem über die Frage des päpstlichen Primats unterschiedliche Ansichten.
Der ehemalige Vorsitzende des Lutherischen Weltbundes Christian Krause überbrachte im November 2014 die persönliche Einladung zu den gemeinsamen Feiern des Reformationsjubiläums. Ende 2014 lud der Papst erstmals die Heilsarmee in den Vatikan ein.
Mit Papst Franziskus haben sich auch die Beziehungen zur Weltweiten Evangelischen Allianz (WEA) vertieft. Seit Beginn seiner Amtszeit hat sich Franziskus immer wieder mit Vertretern der WEA getroffen. Der derzeitige Generalsekretär der WEA, Thomas Schirrmacher, gilt seit Amtsantritt des Papstes als enger Vertrauter und Freund des Papstes.
Am 12. Februar 2016 traf sich Franziskus auf neutralem Boden (Flughafen von Havanna) mit dem Patriarchen von Moskau, Kyrill I. Es war die erste Begegnung der Oberhäupter beider Kirchen seit der Gründung des Moskauer Patriarchats 1589/90 bzw. seit dem Zusammentreffen von Papst Eugen IV. mit dem Moskauer Metropoliten Isidor von Kiew auf dem Konzil von Ferrara 1438/39. Bei dem Treffen wurde eine Gemeinsame Erklärung abgegeben. An jedem Jahrestag des historischen Treffens fand reihum ein Gedenken statt. Jeweils stand ein besonderer Aspekt im Mittelpunkt der Reflexion. Am fünften Jahrestag war es Die Kirche und die Pandemie.
Am 9. März 2019 traf sich Franziskus mit dem Präsidenten der Kirche Jesu Christi der Heiligen der Letzten Tage, Russell M. Nelson, im Vatikan. Dies war das erste Treffen zwischen einem Präsidenten der HLT-Kirche und einem Papst in der Geschichte dieser beiden Kirchen.

#### Judentum

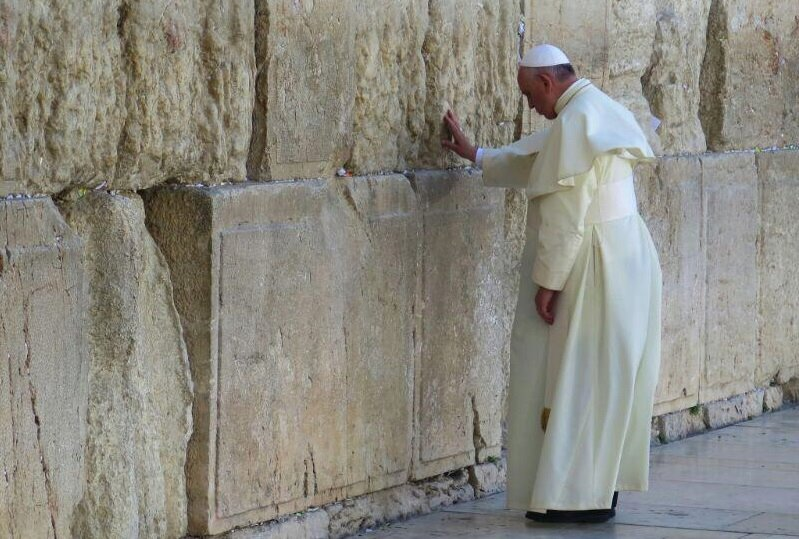
Papst Franziskus an der Klagemauer

Bergoglio pflegte als Erzbischof gute Beziehungen zur jüdischen Gemeinschaft in Argentinien. Nach Bombenanschlägen auf das Gebäude der Asociación Mutual Israelita Argentina (AMIA) 1994 unterzeichnete er als Erster eine Petition, die den Anschlag verurteilte und forderte, die Täter zur Verantwortung zu ziehen. 2007 nahm er an den Feiern zum jüdischen Fest Rosch ha-Schana teil. Er erlaubte der argentinischen Abteilung der jüdischen Organisation B’nai B’rith, ihre jährliche Gedenkfeier zur „Reichskristallnacht“ 1938 und zum Holocaust in katholischen Kirchen der Erzdiözese Buenos Aires abzuhalten. Bergoglio nahm wiederholt an diesen Feiern teil und trat am 12. November 2012 in der Kathedrale von Buenos Aires als Hauptredner dabei auf.
Dem Internationalen Jüdischen Komitee für interreligiöse Zusammenarbeit (IJCIC) sagte Franziskus am 24. Juni 2013, aufgrund der Wurzeln des Christentums im Judentum könne „kein Christ Antisemit sein“. Er bezog sich dabei auf die vatikanische Erklärung Nostra aetate von 1965, die Christen zur Bekämpfung des Antisemitismus verpflichtet. Er nannte diese einen „Schlüssel für die Beziehungen zum jüdischen Volk“. Die jüdische Delegation bat, die Heiligsprechung von Pius XII. (Papst von 1939 bis 1958) bis zur für 2014 erwarteten vollständigen Öffnung der Vatikanarchive für die NS-Zeit auszusetzen.

#### Islam
Würdenträger des Islam in Argentinien begrüßten öffentlich Bergoglios Wahl zum Papst. Bei seiner Amtseinführung würdigte Franziskus vor dem diplomatischen Corps am 22. März 2013 die vielen Vertreter der islamischen Welt. Großscheich Ahmed el-Tayeb, Vertreter der Sunna, bot ihm am 26. März 2013 brieflich „volle Zusammenarbeit und Liebe“ an, „um gemeinsame Werte zu sichern und der Kultur des Hasses und der Ungleichheit ein Ende zu setzen“.
Zum Ramadan 2013 sandte Franziskus den Muslimen eine Grußbotschaft, in der er zu einer Erziehung der Jugend beider Religionen zu gegenseitigem Respekt aufrief. Unfaire Kritik und Verleumdung, Lächerlichmachen und Herabsetzen seien überall zu vermeiden; man wisse, wie schmerzhaft dies für andere sei. So könne dauerhafte Freundschaft wachsen.
In Evangelii gaudium (seinem ersten apostolischen Schreiben; promulgiert am 24. November 2013) betont Franziskus, der wahre Islam und eine angemessene Interpretation des Koran stünden jeder Gewalt entgegen.
Am 4. Februar 2019 unterzeichneten der Papst und Ahmad al-Tayyib, der Scheich der Azhar, gemeinsam in Abu Dhabi das Dokument über die Brüderlichkeit aller Menschen für ein friedliches Zusammenleben in der Welt. Im folgenden November traf man sich im Vatikan, um zu erörtern, wie die Ziele des Dokuments erreicht werden können. Die päpstliche Enzyklika Fratelli tutti ist von dem Dokument der Brüderlichkeit inspiriert. Am 21. Dezember 2020 bestimmte eine Resolution der Vereinten Nationen den 4. Februar zum Internationalen Tag der menschlichen Geschwisterlichkeit.
Im März 2021 traf sich Franziskus in Nadschaf mit Ali as-Sistani, dem bedeutendsten schiitischen Geistlichen im heutigen Irak. Sistani sagte nach dem Treffen, Christen sollten in Frieden leben und hätten gleiche Rechte wie alle anderen Iraker. Franziskus’ Irakreise war die erste Reise eines Papstes dorthin.

#### Todesstrafe
Im Juni 2016 verurteilte Franziskus die Todesstrafe unter jeglichen Umständen. Im Oktober 2017 setzte er sich für die ausnahmslose Ablehnung der Todesstrafe auch im Rahmen des Katechismus ein. Dieser wurde am 2. August 2018 entsprechend geändert.

#### Atomwaffen, Kernenergie und Krieg
Bei seiner Reise nach Japan im November 2019, wo er auch Hiroshima und Nagasaki besuchte, forderte er die weltweite Abschaffung von Kernwaffen, deren Besitz er für unmoralisch erklärte. Atomwaffen und andere Massenvernichtungsmittel seien keine geeignete Antwort auf den Wunsch nach Frieden; das Wettrüsten bezeichnete er als Vergeudung wertvoller Ressourcen, die stattdessen für Entwicklungsaufgaben und den Umweltschutz verwandt werden könnten. In seiner Enzyklika Laudato si’ beurteilt Franziskus die Nutzung der Kernenergie als ein riskantes Projekt, das „zutiefst die Lebensqualität […] schädigen“ könne. Der gefährliche Atommüll trage dazu bei, dass sich die Erde „immer mehr in eine unermessliche Mülldeponie“ verwandle. Bei einem Treffen mit Opfern der Atomkatastrophe in Fukushima äußerte er Sorge über die fortdauernde Nutzung der Kernenergie.
Der russische Präsident Wladimir Putin wurde bis 2019 bereits dreimal von Franziskus zur Audienz empfangen. Nach dem russischen Überfall auf die Ukraine am 24. Februar 2022 besuchte Franziskus die Russische Botschaft beim Heiligen Stuhl in Rom, was als „beispielloser Schritt“ bezeichnet wurde. Franziskus telefonierte mit dem ukrainischen Präsidenten Wolodymyr Selenskyj und brachte seine „Trauer“ zum Ausdruck, während der Vatikan versuche, „Raum für Verhandlungen“ zu finden. „Der Heilige Stuhl ist bereit, alles zu tun, um sich in den Dienst des Friedens zu stellen“, sagte der Papst und kündigte an, Anfang März zwei hochrangige Kardinäle, den Leiter der Apostolischen Almosenverwaltung, Konrad Krajewski, und Michael Czerny, Präfekt des Dikasteriums für die ganzheitliche Entwicklung des Menschen mit Hilfsgütern in die Ukraine zu schicken. Diese Mission, die mehrere Reisen umfasste, wurde als höchst ungewöhnlicher Schritt der vatikanischen Diplomatie angesehen. Am folgenden Hochfest Mariä Verkündigung (25. März) weihte Franziskus Russland und die Ukraine dem Unbefleckten Herzen Mariens, um beiden Ländern einen noch engeren Beistand der Mutter Jesu zuteilwerden zu lassen. Widerspruch rief der Papst im Mai 2022 mit einem Interview der italienischen Tageszeitung Corriere della Sera hervor, in dem er sagte, das „Bellen der NATO vor den Toren Russlands“ habe zu dem Krieg beigetragen. Er erklärte einen Monat später zu der Kontroverse, dass es sich bei dem umstrittenen Satz um ein Zitat gehandelt habe, er stamme von einem „weisen Staatschef“, dessen Namen er allerdings nicht nannte. Im Oktober 2022 appellierte Franziskus an Russlands Präsidenten Putin, „diese Spirale von Gewalt und Tod zu stoppen, auch zum Wohl seines Volkes“, und verurteilte die wenige Tage zuvor erfolgte Annexion der ukrainischen Oblaste Luhansk, Donezk, Saporischschja und Cherson durch Russland. Gleichzeitig appellierte der Papst an den ukrainischen Präsidenten Selenskyj, „für ernsthafte Friedensvorschläge offen zu sein“.
Im November 2024 sprach sich Franziskus bezüglich des Kriegs in Israel und Gaza für eine Untersuchung der gegen Israel erhobenen Vorwürfe eines Völkermords im Gazastreifen aus.

#### Kontroversen
Den Anschlag auf das Satire-Magazin Charlie Hebdo im Januar 2015 verurteilte Franziskus, zugleich wies er Satire über Religion in die Schranken: „Viele Menschen ziehen über Religion her, das kann passieren, hat aber Grenzen“, sagte Franziskus. Jede Religion habe eine Würde, über die man sich nicht lustig machen dürfe. Um die Grenzen der Meinungsfreiheit zu erläutern, nannte er als anschauliche Parallele die Beleidigung der eigenen Mutter. Dies wurde als Angriff auf die Meinungsfreiheit gedeutet. Der Chefredakteur von Charlie Hebdo, Gérard Biard, stufte die Äußerungen als eine Einschränkung der Pressefreiheit und Unsinn ein. Alexander Kissler warf Franziskus in diesem Zusammenhang ein latentes Verständnis für die Attentäter vor: „Auf jeden Fall schwingt im Witz ein gerüttelt Maß Verständnis für die vermeintlichen Motive der Mörder mit (…).“

#### Frauenordination
In seinem Apostolischen Schreiben Evangelii gaudium bezeichnete er das „den Männern vorbehaltene Priestertum als Zeichen Christi, des Bräutigams, der sich in der Eucharistie hingibt“, als „eine Frage, die nicht zur Diskussion steht.“
Im Nachsynodalen Apostolischen Schreiben Querida Amazonia erklärte er wörtlich: „Jesus Christus zeigt sich als der Bräutigam der Eucharistie feiernden Gemeinschaft in der Gestalt eines Mannes, der ihr vorsteht als Zeichen des einen Priesters.“ Damit schloss er – entgegen den Erwartungen mancher Kreise – die Weihe von Frauen zu Priesterinnen weiterhin aus, nachdem dieses Thema bei der Amazonas-Synode im Vorjahr zur Diskussion gestanden hatte. Neben Zustimmung und Ratlosigkeit hat der Frauenausschluss vom Priesteramt in Querida Amazonia erhebliche Kritik ausgelöst. Insbesondere im Hinblick auf das zugrunde liegende Frauenbild wird ihm „purer“ und „unerträglicher Paternalismus“ vorgeworfen, da er das „sakramentale Priestertum nur für Männer reserviert, um Frauen vor Klerikalismus zu schützen“. Die Argumentation offenbare, wofür der Papst stünde, nämlich „für den inneren Widerspruch einer vormodernen Kirche in einer nachmodernen Welt“. Die vom Papst geäußerte hohe Wertschätzung der Frauen sei ein „vergiftetes Lob“, das von vielen als „Verhöhnung“ empfunden werden könnte.
Anfang April 2020 richtete er eine neue Studienkommission ein, welche die Möglichkeit der Zulassung von Frauen zum Diakonat erneut zu prüfen hat. Unter Leitung von Kardinal Giuseppe Petrocchi arbeiten zehn Mitglieder des Gremiums. Fünf der Kommissionsmitglieder sind Frauen, die in der theologischen Wissenschaft tätig sind.
Das Priesteramt für Frauen lehnte er aber unverändert ab. Allerdings macht er in seinem am 2. Oktober 2023 veröffentlichten Schreiben deutlich, dass das letzte Wort im Streit über die Priesterweihe für Frauen noch nicht gesprochen sei.

#### Zugang zum Lektoren- und Akolythendienst

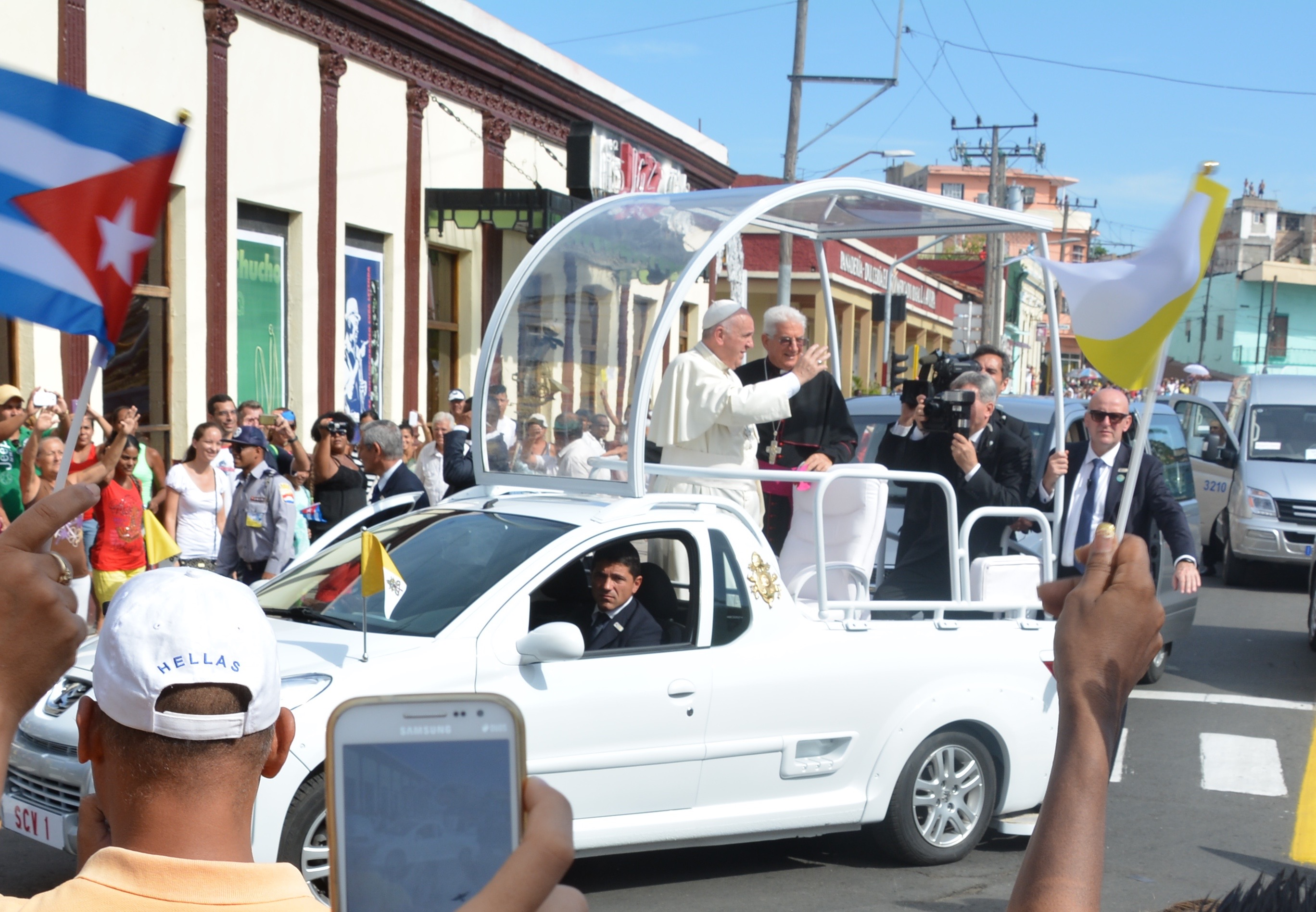
Papst Franziskus während seiner Auslandsreise nach Kuba am 22. September 2015 in Santiago de Cuba auf dem Plaza de Marte

Mit dem Motu proprio Spiritus Domini eröffnete Franziskus am 10. Januar 2021 Frauen kirchenrechtlich die dauerhafte Beauftragung zum Lektorendienst und zum Akolythendienst. Diese Dienstämter („ministeria“) waren Frauen zuvor nur zeitlich befristet zugänglich.

#### COVID-19-Pandemie
Anlässlich der weltweiten COVID-19-Pandemie erteilte Franziskus den Segen Urbi et orbi in der jüngeren Geschichte erstmals wieder außerplanmäßig am 27. März 2020, dem Freitag der 4. Fastenwoche. Als zweiter Papst in der zweitausendjährigen Geschichte der katholischen Kirche nach Johannes Paul II., der aufgrund eines Luftröhrenschnittes ab März 2005 nicht mehr sprechen konnte, spendete er dabei den Segen ohne Segensformel. Als erster Papst der Kirchengeschichte erteilte er dabei den eucharistischen Segen mit dem Allerheiligsten in der Monstranz statt des üblichen Handsegens vor einem aus Gründen des Infektionsschutzes erstmals menschenleeren Petersplatz nach einer Andacht mit Aussetzung. Zu diesem Anlass waren auch das Pestkreuz aus der Kirche San Marcello und die Marienikone Salus populi Romani aus der Kirche Santa Maria Maggiore in den Vatikan gebracht worden.
Im Zusammenhang mit der COVID-19-Pandemie rief Franziskus außerdem seit Anfang 2021 mehrfach auf, sich gegen COVID-19 impfen zu lassen, und bezeichnete die Impfung als „moralische Verpflichtung“. Im September 2021 kritisierte Franziskus Impfverweigerer im Kardinalskollegium, nachdem der zu diesem Zeitpunkt nicht geimpfte Kardinal Raymond Leo Burke mit einer SARS-CoV-2-Infektion im Krankenhaus behandelt werden musste.
Im März 2022 entband Franziskus den puerto-ricanischen Bischof Daniel Fernández Torres von seinen Aufgaben; er hatte sich zuvor gegen COVID-19-Impfpflichten ausgesprochen.

#### G7-Gipfel in Fasano 2024
Franziskus nahm auf Einladung von italiens Ministerpräsidentin Giorgia Meloni am 14. Juni 2024 am G7-Gipfel in Fasano 2024 teil. Franziskus ist der erste Papst, der an dem wichtigen Politik-Gipfel teilnahm. Er hielt dabei eine Rede zu Künstlicher Intelligenz und autonomen Waffen und führte bilaterale Gespräche, unter anderem mit dem Präsidenten der Vereinigten Staaten, Joe Biden, und dem Präsidenten der Ukraine, Wolodymyr Selenskyj, sowie dem französischen Staatspräsidenten Emmanuel Macron. Weitere Gespräche führte er mit Kanadas Premierminister Justin Trudeau und Kristalina Georgiewa, der Präsidentin des Internationalen Währungsfonds IWF, mit dem Präsidenten Kenias, William Ruto, mit Indiens Präsident Narendra Modi, dem brasilianischen Präsidenten Lula da Silva, dem türkischen Präsidenten Recep Tayyip Erdoğan sowie dem Präsidenten Algeriens, Abdelmadjid Tebboune.

### Gesundheit
Im Alter von 21 Jahren musste Jorge Mario Bergoglio nach einer schweren Lungenentzündung der rechte Lungenflügel teilweise entfernt werden. Mit seinem Amtsantritt als Papst unterschrieb Franziskus im Jahr 2013 ein Rücktrittsschreiben für den Fall, dass er das Amt wegen gesundheitlicher Probleme nicht mehr ausführen könne.
Anfang Juli 2021 wurde Franziskus wegen einer Divertikulitis am Dickdarm operiert; nach eigenen Angaben spürte er noch Ende 2022 Nachwirkungen der Narkose. Eine chronische Arthritis hatte Franziskus spätestens ab dem Jahr 2022. Deswegen und wegen einer Bänderverletzung im rechten Knie war er ab demselben Jahr auf einen Rollstuhl angewiesen. Franziskus erklärte im Juli 2022, er werde wegen seiner gesundheitlichen Beschwerden weniger reisen, weil er seine „Kräfte ein wenig aufsparen“ müsse. Andernfalls müsse er „über die Möglichkeit nachdenken, beiseite zu treten“. Im Juni 2023 kam er erneut ins Krankenhaus, um aufgrund einer Laparozele am Darm notoperiert zu werden.
Mitte Februar 2025 musste Papst Franziskus abermals ins Krankenhaus eingeliefert werden. Zunächst gab der Vatikan eine Bronchitis mit leichtem Fieber als Grund für den Krankenhausaufenthalt an; später wurde bekannt, dass der Zustand des Papstes deutlich ernster war als ursprünglich angenommen. Am 18. Februar 2025 wurde bekannt gegeben, dass es sich bei der Erkrankung um eine beidseitige Lungenentzündung gehandelt hatte. Am Abend des 23. Februar 2025 wurde über eine beginnende Niereninsuffizienz berichtet. Anfang März 2025 berichtete der Vatikan, dass der Papst zwei Anfälle mit akuter Atemnot hatte und mechanisch beatmet werden musste. Mitte März wurde die mechanische Beatmung beendet, weil sich der Papst laut Vatikan auf dem Weg der Besserung befand. Am 23. März 2025 wurde Franziskus aus der Klinik entlassen.

### Tod und Begräbnisfeier

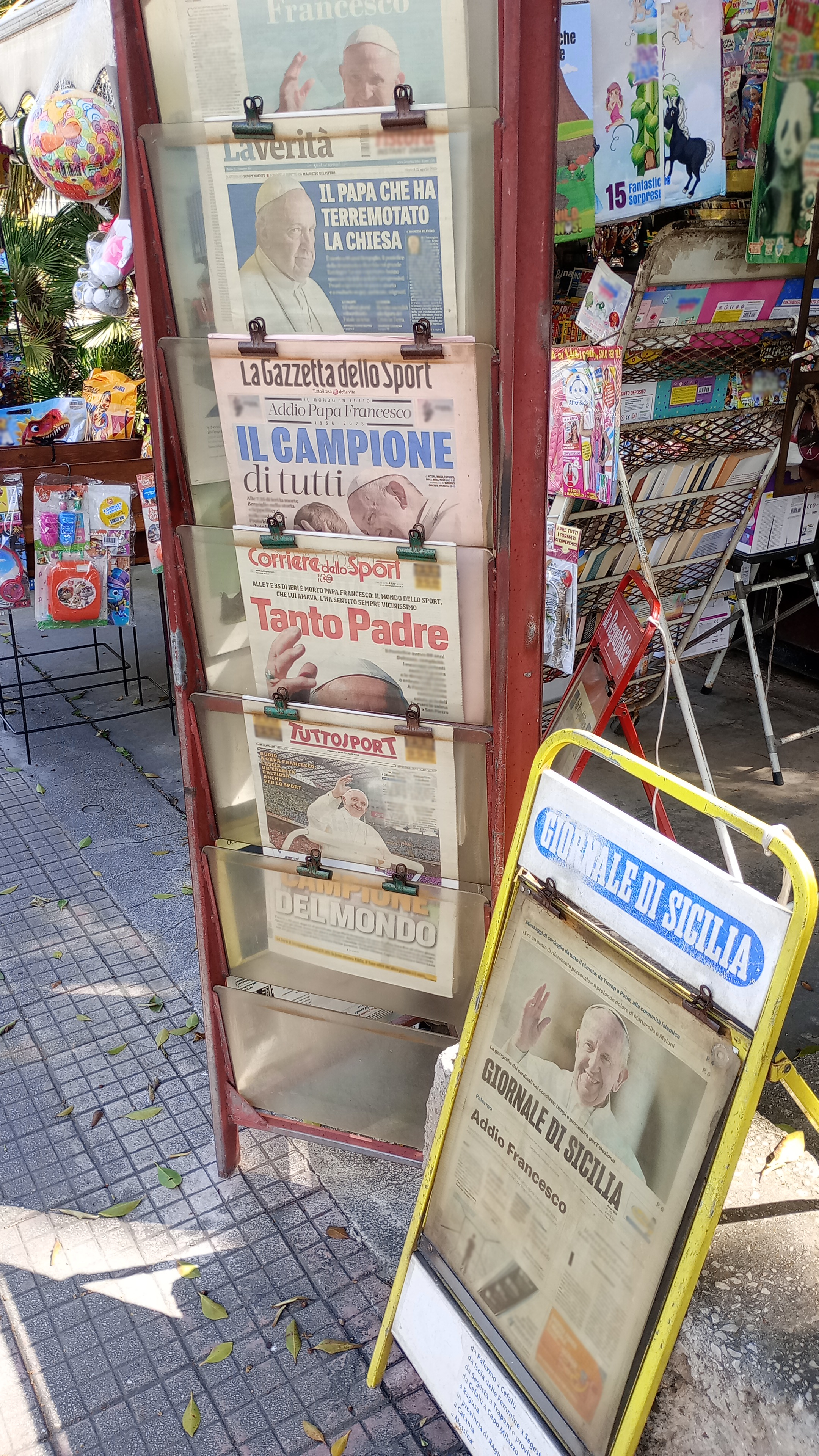
Zeitungen in Bagheria melden am 22. April 2025 den Tod von Papst Franziskus

Am 20. April 2025, dem Ostersonntag, hatte er noch den US-Vizepräsidenten JD Vance empfangen und den feierlichen Segen Urbi et orbi von der Benediktionsloggia des Petersdoms aus erteilt. Die Osterbotschaft des Papstes war stellvertretend von dem Zeremonienmeister Diego Giovanni Ravelli verlesen worden. Nach der Erteilung des Ostersegens fragte Franziskus seinen persönlichen Gesundheits-Assistenten Massimiliano Strappetti, ob dieser denke, dass er eine mögliche Fahrt über den Petersplatz schaffen würde. Strappetti beruhigte ihn, und so kam es zu einem letzten „Bad in der Menge“.
Am 21. April 2025, dem Ostermontag, traten bei Papst Franziskus am frühen Morgen Anzeichen einer gesundheitlichen Krise auf. Mehr als eine Stunde später fiel er ins Koma und starb im Alter von 88 Jahren in seiner Wohnung im Gästehaus der Vatikanstadt Domus Sanctae Marthae. Der Vatikan nannte als Todesursache einen Schlaganfall, dem das Koma folgte und der einen irreversiblen Herz-Kreislauf-Zusammenbruch zur Folge hatte. Franziskus habe zum Zeitpunkt seines Todes nach dem Direktor der Direktion für Gesundheit und Hygiene des Staates Vatikanstadt, Andrea Arcangeli, zudem unter Bluthochdruck, Typ-2-Diabetes und einer multiplen Bronchiektasie nach einer früheren Episode von akutem Atemversagen im Zusammenhang mit einer bilateralen multimikrobiellen Lungenentzündung gelitten.

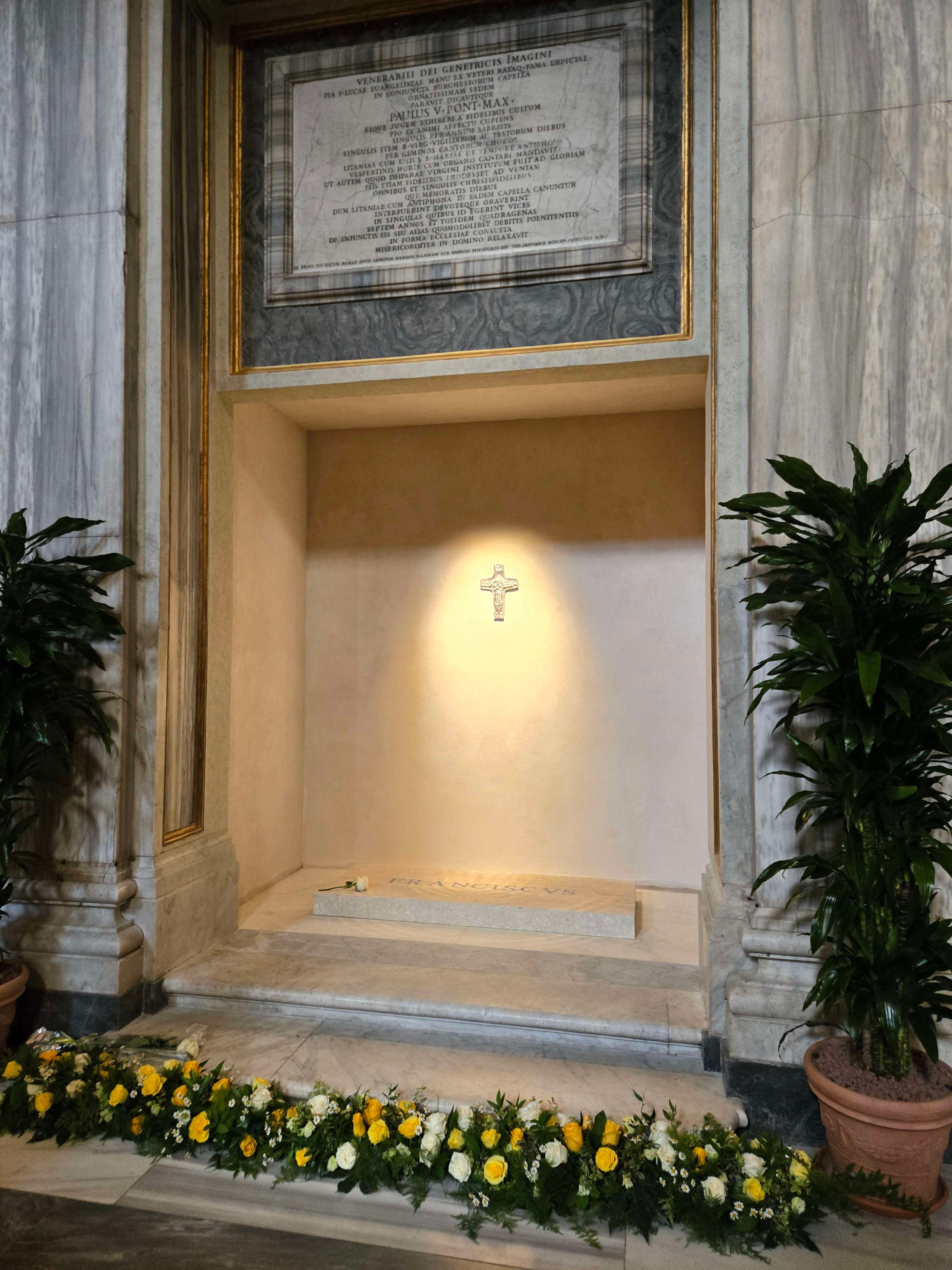
Grab von Papst Franziskus in der Basilika Santa Maria Maggiore

Nach der öffentlichen Aufbahrung des Leichnams des Papstes vom 23. bis 25. April 2025 fanden die Exequien nach dem zur Zeit seines Pontifikats geänderten Ritus am Samstag, den 26. April 2025, statt. Entsprechend seinem Testament vom Juni 2022 wurde Papst Franziskus in einem schlichten Erdgrab mit der einzigen Inschrift „Franciscus“ im Seitenflügel der Basilika Santa Maria Maggiore zu Rom beigesetzt.
Zu seinem Nachfolger wurde im Konklave 2025 am 8. Mai 2025 Leo XIV. gewählt.

## Rezeption

### Kritik, Vorwürfe und Rücktrittsforderung
Von Konservativen wurde Franziskus in vielen theologischen Fragen kritisiert, insbesondere in Bezug auf das, was jene Konservativen in seinen Vorschlag in einer Fußnote von Amoris Laetitia hineininterpretieren: dass geschiedene und wiederverheiratete Katholiken zum Empfang der Eucharistie zugelassen werden könnten. Der britische Vatikan-Journalist Christopher Lamb schreibt 2020 von mehr als 100 öffentlichen Versuchen, „Franziskus zu unterminieren – einen Außenseiter, der vor seiner Wahl nie in Rom gelebt oder gearbeitet hatte und der sein Wirken den Außenseitern und von der Gesellschaft abgeschriebenen und vergessenen Menschen gewidmet hat“. Er benannte zwei Gruppen von Gegnern des Papstes:
- katholische Traditionalisten oder Ultra-Konservative, die den Papst wegen angeblicher „Brüche“ mit der Kirchenlehre ablehnen, ihm vorwerfen, nicht effektiv genug gegen gleichgeschlechtliche Ehe, Abtreibung und Empfängnisverhütung einzutreten, und den „unpäpstlichen“ Stil seiner Amtsführung kritisieren;
- populistische und nationalistische Politiker (Lamb nennt den Italiener Matteo Salvini, den amerikanischen Präsidenten Donald Trump und den brasilianischen Präsidenten Jair Bolsonaro), die keinen Papst mögen, „der immer wieder mahnt, Migranten willkommen zu heißen und die Umwelt zu schützen“; der ehemalige Stratege Präsident Trumps, Steve Bannon, habe Franziskus 2016 als „Feind“ bezeichnet.[338]

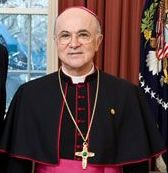
Carlo Maria Viganò, einer der schärfsten Kritiker von Papst Franziskus

Als einer der lautstärksten und militantesten Kritiker und Gegner von Papst Franziskus galt der emeritierte italienische Kurienbischof Carlo Maria Viganò. Im Zusammenhang mit dem wegen sexuellen Missbrauchs aus dem Kardinalsstand zurückgetretenen Washingtoner Alterzbischof Theodore McCarrick und dem Vertuschungsskandal um seine Vergehen wurde am Abend des 25. August 2018 in den USA ein elfseitiges Schreiben von Erzbischof Viganò veröffentlicht, in dem er behauptet, dass Papst Benedikt XVI. strenge kanonische Sanktionen gegen McCarrick verhängt und ihm ein Leben in Gebet und Buße auferlegt habe, und dessen Nachfolger Papst Franziskus beschuldigt, diese 2013 wieder aufgehoben und McCarrick zu einem seiner Berater gemacht zu haben, obwohl er von ihm selbst über die Vergehen McCarricks informiert worden sei. Viganò war zwischen 2011 und 2016 Apostolischer Nuntius in den USA. Er forderte in seinem Schreiben Papst Franziskus und mehrere Kardinäle zum Amtsverzicht auf. Dies wird von Kirchenhistorikern als Versuch Viganòs und anderer bewertet, den Papst zu stürzen.
Am 7. Oktober 2018 übte Kurienkardinal Marc Ouellet scharfe Kritik an Viganòs Behauptungen. In seiner Replik an Ouellet kritisierte Viganò den Papst erneut und bezeichnete Homosexualität im Klerus als „ansteckende Plage“. Missbrauchsopfer zu beklagen, aber nicht „Homosexualität als die Hauptursache zahllosen sexuellen Missbrauchs“ zu benennen, sei „Heuchelei“. 2020 warf er dem Papst Abfall vom Glauben vor, nachdem dieser für die zivilrechtliche Anerkennung homosexueller Partnerschaften eingetreten war. Dessen Äußerungen seien „heterodox“. 2023 veröffentlichte der italienisch-argentinische Priester Fernando Maria Cornet ein Buch mit dem Titel Habemus antipapam? („Haben wir einen Gegenpapst?“), in dem er die Wirksamkeit des Rücktritts von Papst Benedikt XVI. 2013 und damit die Legitimität von Papst Franziskus in Frage stellte. Cornet wurde deshalb von Papst Franziskus aus dem Klerikerstand entlassen, da diese Aussage als schismatisch zu werten sei. Mit Häresievorwürfen wie die ehemaligen Bischöfe Viganò und Joseph Strickland begründeten im Dezember 2024 Papstkritiker aus den USA, die der Bewegung „Bruderschaft Unserer Lieben Frau von Fatima“ angehören, ihren Aufruf zum Gebet für die „Umkehr von Papst Franziskus und die Wiederherstellung der katholischen Kirche“; Franziskus solle „zum wahren Glauben zurückkehren“ und seine „zweifelhaften oder häretischen Äußerungen“ und Bischofsernennungen zurücknehmen. Unter anderem die ultrakonservative Website LifeSiteNews schloss sich dem Aufruf an und verbreitete ihn.

### Rezeption in der Kunst
- In dem Oratorium Laudato si’ von Helmut Schlegel OFM (Libretto) und Peter Reulein (Musik) tritt die Figur des Papstes Franziskus neben Maria, Franz von Assisi und Klara von Assisi auf. In dem Oratorium schlägt Papst Franziskus eine Brücke von der Kreuzigungsszene auf dem Berg Golgatha zum Leid der Gegenwart. Er betont das weibliche Talent und die Bedeutung des Charismas der Frauen für Kirche und Gesellschaft. Verwendet wurden dabei Texte der Enzykliken Laudato si’ und Evangelii gaudium. Das Motto des Heiligen Jahres der Barmherzigkeit spielt ebenfalls eine zentrale Rolle.[346][347] Das Oratorium wurde am 6. November 2016 im Hohen Dom zu Limburg uraufgeführt.[348]

## Veröffentlichungen

### Bücher (Auswahl)
- Meditaciones para religiosos. Diego de Torres, Buenos Aires 1982, ISBN 950-02-1000-2.
- Reflexiones espirituales sobre la vida apostólica. Diego de Torres, Buenos Aires 1987, ISBN 950-9210-07-2.
- Reflexiones en esperanza. Ediciones Universidad del Salvador, Buenos Aires 1992.
- Als Herausgeber: Diálogos entre Juan Pablo II y Fidel Castro. Dir. y coor. por J. M. B. Editorial de Ciencia y Cultura, Buenos Aires 1998, ISBN 987-507-074-2 (spanisch; Übersetzung des Titels: „Dialoge zwischen Johannes Paul II. und Fidel Castro“).
- Educar. Exigencia y pasión. Desafíos para educadores cristianos. Editorial Claretiana, Buenos Aires 2003, ISBN 950-512-457-0.
- Ponerse la patria al hombro. Memoria y camino de esperanza. Editorial Claretiana, Buenos Aires 2004, ISBN 950-512-511-9.
- La nación por construir. Utopía, pensamiento y compromiso. VIII Jornada de Pastoral Social. Editorial Claretiana, Buenos Aires 2005, ISBN 950-512-546-1.
- Corrupción y Pecado. Algunas reflexiones en torno al tema de la corrupción. Editorial Claretiana, Buenos Aires 2006, ISBN 950-512-572-0.
- El verdadero poder es el servicio. Editorial Claretiana, Buenos Aires 2007, ISBN 978-950-512-628-6.
- Gespräche mit Sergio Rubin und Francesca Ambrogetti: El Jesuita. Javier Bergera Editor, Buenos Aires, Argentinien 2010, ISBN 978-950-15-2450-5.
  - deutsch: Papst Franziskus. Mein Leben, mein Weg. Die Gespräche mit Jorge Mario Bergoglio. Herder, Freiburg im Breisgau 2013, ISBN 978-3-451-32708-7.
- mit Abraham Skorka: Sobre el Cielo y la Tierra. Editorial Sudamericana, Buenos Aires 2010, ISBN 978-950-07-3293-2 (Textauszug online).
  - Deutsche Ausgabe: Über Himmel und Erde. Jorge Bergoglio im Gespräch mit dem Rabbiner Abraham Skorka. Riemann, München 2013, ISBN 978-3-570-50161-0.
- Nosotros como ciudadanos, nosotros como pueblo. Hacia un bicentenario en justicia y solidaridad 2010–2016. Editorial Claretiana, Buenos Aires 2011, ISBN 978-950-512-744-3.
- Mente abierta, corazón creyente. Editorial Claretiana, Buenos Aires 2012, ISBN 978-950-512-778-8.
  - Deutsche Ausgabe: Offener Geist und gläubiges Herz. Herder, Freiburg im Breisgau [u. a.] 2013, ISBN 978-3-451-32709-4.
- Leben – meine Geschichte in der Geschichte. HarperCollins, Hamburg 2024, ISBN 978-3-365-00763-1.
- Hoffe: Die Autobiografie. Kösel, München 2025, ISBN 978-3-466-37353-6 (italienisch: Spera. L’autobiografia. 2025. Übersetzt von Elisabeth Liebl).

### Enzykliken
- Lumen fidei („Licht des Glaubens“, vom 29. Juni 2013.) Die erste Enzyklika von Papst Franziskus beruht auf einem Entwurf von Benedikt XVI. Mit ihr wurde erstmals eine Enzyklika über den Glauben als Ganzes publiziert. Mit dieser Enzyklika bekräftigt der Papst zugleich seine persönliche Glaubenstreue.
- Laudato si’ („Gelobt seist du“, 18. Juni 2015).
  - Dt. Ausgabe: Laudato si : die Umwelt-Enzyklika des Papstes. Vollständige Ausgabe. Herder, Freiburg i.Br. 2015. ISBN 3-451-35000-9.
- Fratelli tutti (Über die Geschwisterlichkeit und die soziale Freundschaft, 3. Oktober 2020, Papst Franziskus).[349]
- Dilexit nos („Er hat uns geliebt“, 24. Oktober 2024, Papst Franziskus)

### Apostolische Schreiben
- Evangelii gaudium („Freude der Guten Nachricht“, 24. November 2013)
- Fidelis dispensator et prudens „Über die Einrichtung einer neuen Koordinierungsstelle für die wirtschaftlichen und administrativen Angelegenheiten des Heiligen Stuhls und des Staates der Vatikanstadt“, 24. Februar 2014
- Apostolisches Schreiben zum Jahr des geweihten Lebens, 21. November 2014
- Mitis Iudex Dominus Jesus „Über die Reform des kanonischen Verfahrens für Ehenichtigkeitserklärungen im Kodex des kanonischen Rechts“, 11. September 2015
- Amoris laetitia Nachsynodales Apostolisches Schreiben zur Bischofssynode (Oktober 2014 und Oktober 2015), 19. März 2016 (veröffentlicht am 8. April 2016)
- Wie eine liebende Mutter Apostolisches Schreiben in Form eines Motu proprio, 4. Juni 2016, Verfahrensweise zur Amtsenthebung von Bischöfen in Verbindung mit sexuellen Missbräuchen
- Maiorem hac dilectionem Apostolisches Schreiben in Form eines Motu proprio über Ergänzungen zur Selig- und Heiligsprechung, 11. Juli 2017
- Imparare a congedarsi Apostolisches Schreiben in Form eines Motu proprio, welches die altersbedingte Rücktrittsprozedur von Dikasterienleitern und hohen Prälaten an der Römischen Kurie regelt, 12. Februar 2018.
- Gaudete et exsultate Apostolisches Schreiben Über den Ruf zur Heiligkeit in der Welt von heute 19. März 2018 (veröffentlicht am 9. April 2018)
- Aperuit illis Apostolisches Schreiben Zur Einführung des Sonntags des Wortes Gottes, 30. September 2019
- Admirabile signum Apostolisches Schreiben Über die Bedeutung und den Wert der Weihnachtskrippe, 1. Dezember 2019
- Querida Amazonia Nachsynodales Apostolisches Schreiben zur Sonderversammlung der Bischöfe Amazoniens: An das Volk Gottes und an alle Menschen guten Willens. Unterschrieben am 2. Februar 2020, veröffentlicht am 12. Februar 2020
- Patris corde Apostolisches Schreiben Anlässlich des 150. Jahrestages der Erhebung des heiligen Josef zum Schutzpatron der ganzen Kirche, 8. Dezember 2020
- Antiquum ministerium Apostolisches Schreiben in Form eines Motu proprio zur Einführung des Dienstes des Katecheten, 10. Mai 2021
- Traditionis custodes („Hüter der Tradition“, 16. Juli 2021): Apostolisches Schreiben in Form eines Motu proprio über den Gebrauch der römischen Liturgie in der Form vor der Reform von 1970
- Praedicate Evangelium („Verkündet das Evangelium“, 19. März 2022): Apostolische Konstitution zur Neuregelung der Römischen Kurie
- Desiderio Desideravi („Mit Sehnsucht habe ich verlangt“, 29. Juni 2022): Apostolisches Schreiben über die liturgische Bildung des Volkes Gottes
- Wer im Kleinen treu ist (6. Dezember 2022): Apostolisches Schreiben in Form eines Motu proprio über die instrumentellen juristischen Personen der Römischen Kurie
- Totum amoris est („Alles gehört der Liebe“, 28. Dezember 2022): Apostolisches Schreiben anlässlich des 400. Todestages des heiligen Franz von Sales
- In Ecclesiarum Communione („In der Gemeinschaft der Kirchen“, 6. Januar 2023): Apostolische Konstitution über die Ordnung des Vikariats Rom
- Vos estis lux mundi („Ihr seid das Licht der Welt“, 25. März 2023): Apostolisches Schreiben in Form eines Motu proprio zur Bekämpfung des sexuellen Missbrauchs in der Römisch-katholischen Kirche, Aktualisierung des gleichnamigen Schreibens von 2019
- Laudate Deum („Lobet den Herrn“, 4. Oktober 2023): Apostolisches Schreiben an alle Menschen guten Willens zu zügigen und umfassenden Maßnahmen gegen die Klimakrise
- C’est la confiance („Das Vertrauen“, 15. Oktober 2023): Apostolisches Schreiben über das Vertrauen auf die barmherzige Liebe Gottes anlässlich des 150. Jahrestages der Geburt der heiligen Theresia vom Kinde Jesu
- Ad theologiam promovendam („Um die Theologie zu fördern“, 1. November 2023): Apostolisches Schreiben in Form eines Motu proprio zur Bestätigung neuer Statuten der Päpstlichen Akademie für Theologie
- Fide incensus („Vom Glauben entflammt“, 18. Mai 2024): Apostolisches Schreiben in Form eines Motu proprio zur Aufnahme Guidos von Montpellier in das Verzeichnis der Seligen
- Fratello sole („Bruder Sonne“, 21. Juni 2024, veröffentlicht am 26. Juni 2024): Apostolisches Schreiben in Form eines Motu proprio zur Anordnung und rechtlichen Vollmacht für den Ausbau der Solarenergieanlagen in Santa Maria di Galeria mit dem Ziel, neben der Energieversorgung von Radio Vatikan den gesamten Vatikan mit Sonnenenergie zu versorgen.

### Päpstliche Bullen
- Misericordiae vultus, Verkündigungsbulle des Außerordentlichen Jubiläums der Barmherzigkeit vom 11. April 2015.

### Testament
- Franziskus: Geistliches Testament von Papst Franziskus. In: vatican.va. Der Heilige Stuhl, 29. Juni 2022, abgerufen am 25. April 2025 (Wortlaut des Testaments in Englisch, Spanisch, Italienisch und Polnisch).

### Interviews (Auswahl)
- Antonio Spadaro SJ (Stimmen der Zeit, August 2013): Teil I, Teil II.
- Eugenio Scalfari (La Repubblica, 24. September 2013): Il Papa a Scalfari: così cambierò la Chiesa "Giovani senza lavoro, uno dei mali del mondo (italienisch). Deutsche Zusammenfassung

## Filme
- 2018: Papst Franziskus – Ein Mann seines Wortes (Pope Francis: A Man of His Word, Dokumentarfilm, Regie: Wim Wenders)
- 2019: Die zwei Päpste (The Two Popes, Spielfilm inszeniert von Fernando Meirelles, Franziskus wird von Jonathan Pryce dargestellt)

## Zueignungen und Auszeichnungen

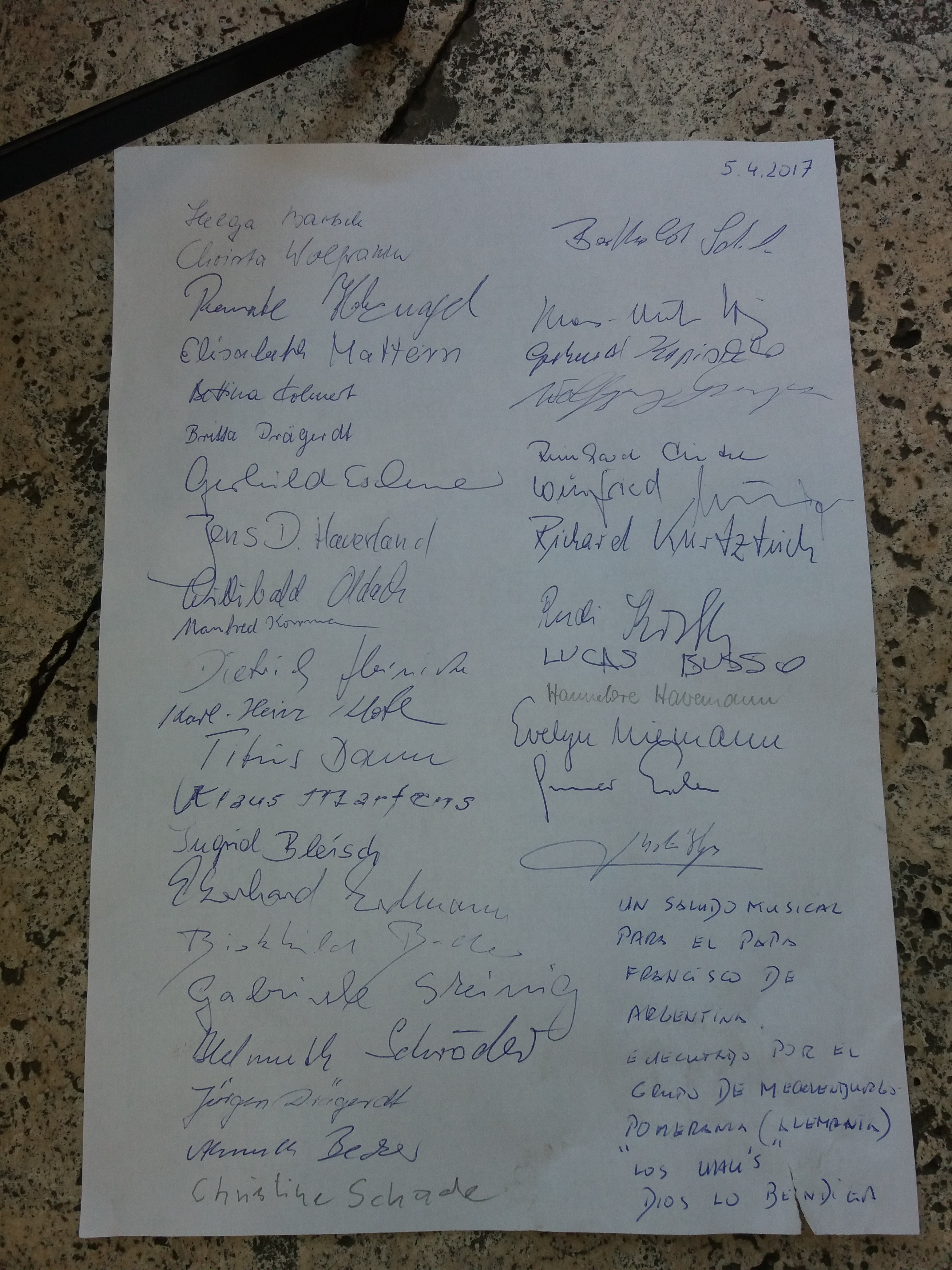
Widmung auf der Rückseite der Komposition Salutatio ad Papam

Franziskus auf einer 2-€-Münze des Vatikans (2014–2016)

- Am 6. November 2014 wurde Papst Franziskus bei einer Audienz im Vatikan mit Vertretern des evangelikalen Dachverbandes vom Generalsekretär der Weltweiten Evangelischen Allianz, Geoff Tunnicliffe (New York), der Shahbaz-Bhatti-Freiheitspreis verliehen.
- Der Komponist Ludger Stühlmeyer widmete Papst Franziskus seine Komposition Klangrede – Sonnengesang des Franziskus, für Chor (SATB), Violine und Orgel (Suae Sanctitati Papae Francisci de toto corde dedicat). Die Uraufführung sang der Kammerchor Capella Mariana am 4. Oktober 2015 im Rahmen der Tage neuer Kirchenmusik in Bayern.[350][351][352]
- Papst Franziskus erhielt am 6. Mai 2016 den Aachener Karlspreis „wegen seiner herausragenden Botschaften und Zeichen, die sein Pontifikat für Frieden und Verständigung, für Barmherzigkeit und Toleranz, Solidarität und Bewahrung der Schöpfung setzt“. Der Preis wurde nicht wie üblich in Aachen, sondern in Rom verliehen.[353]
- Anlässlich des Reformationsjubiläum reiste im April 2017 eine Bläserdelegation der Nordkirche unter Leitung von Landesposaunenwart Martin Huss nach Rom. Im Rahmen der Generalaudienz am 5. April 2017 wurde Papst Franziskus die Komposition Salutatio ad papam überreicht.[354][355] Diese Komposition von Claudia Huss wurde auf dem Petersplatz vor 20.000 Zuhörern als sogenannter Papst-Tusch welturaufgeführt und von Radio Vatikan live übertragen.[356][357]
- Zum 80. Geburtstag von Papst Franziskus entstand die Franziskusmesse für Chor und Orchester von Sven M. Hellinghausen. Die Uraufführung fand 2017 im Petersdom statt.[358] Die Komposition gliedert sich in die Gesänge Kyrie, Gloria, Sanctus, Benedictus und Agnus Dei.
- Am 11. Januar 2025 gab das Weiße Haus bekannt, dass Papst Franziskus die Presidential Medal of Freedom with Distinction für seine Mission, den Armen zu dienen, verliehen wurde.[359]
- Anlässlich 800 Jahre Sonnengesang des Hl. Franz von Assisi und 10 Jahre Enzyklika Laudato sí von Papst Franziskus wurde am 4./5. Juli 2025 in Schönberg und Passau der Cantico delle Creature - in memoriam Papst Franziskus von Philipp Ortmeier für Flöte, Harfe und gemischten Chor uraufgeführt. Ausführende waren Elisabeth Thoma (Flöte), Lea Maria Löffler (Harfe) und das Vokalensemble der Universität Passau unter Leitung von Marius Schwemmer.[360]